# Wohlen
Wohlen (schweizerdeutsch: ˈʋɔlə) ist eine Einwohnergemeinde und ein grosses Dorf im Schweizer Kanton Aargau. Sie gehört zum Bezirk Bremgarten und liegt im Bünztal im Südosten des Kantons. Mit mehr als 16'000 Einwohnern ist Wohlen die viertgrösste Gemeinde des Aargaus und die grösste in der Region Freiamt. Sie bildet das Zentrum einer Subagglomeration am westlichen Rand der Metropolregion Zürich. Nach statistischen Kriterien ist Wohlen zwar eine Stadt, ihre Einwohner – die Wohler genannt werden – betrachten die Gemeinde aber überwiegend weiterhin als Dorf.
1178 erstmals urkundlich erwähnt, lag Wohlen bis 1415 im Untertanengebiet der Habsburger, danach bis 1798 in den Freien Ämtern, einer Gemeinen Herrschaft der Eidgenossen. Bis Ende des 18. Jahrhunderts war das Dorf fast ausschliesslich landwirtschaftlich geprägt, entwickelte sich dann aber zu einem bedeutenden Industriestandort. Dazu trug insbesondere die Strohgeflechtindustrie bei, die im 19. und frühen 20. Jahrhundert das wirtschaftliche Leben dominierte. Wohlen gelangte dadurch zu Wohlstand und war in der internationalen Modewelt für seine Strohhüte und -garnituren bekannt. Die Strohgeflechtindustrie ist seither vollständig verschwunden und anderen Wirtschaftszweigen gewichen. Zu Wohlen gehört auch das 1914 eingemeindete Dorf Anglikon.

## Geographie

### Lage

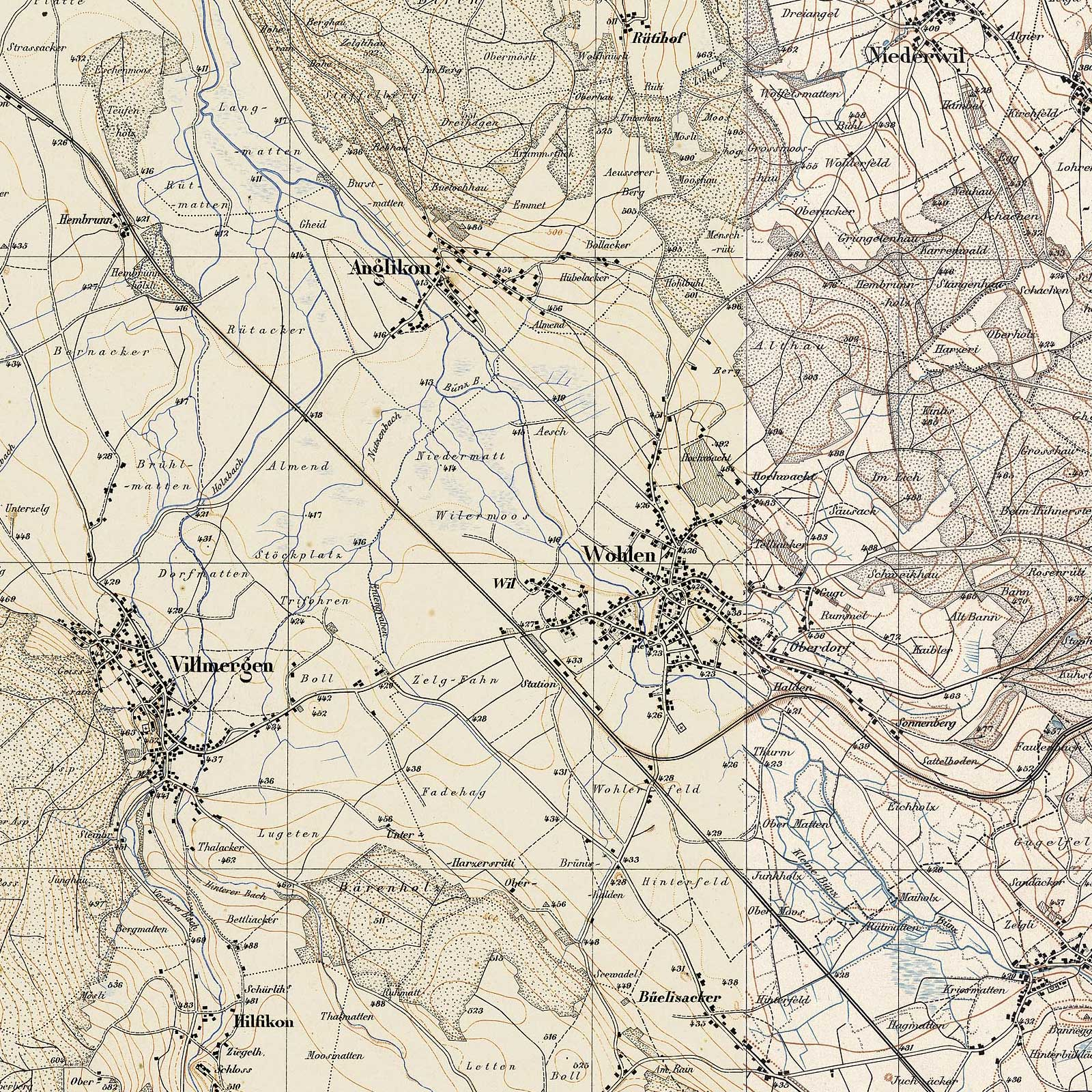
Wohlen im Siegfriedatlas (1881)

Wohlen liegt 18 Kilometer östlich der Kantonshauptstadt Aarau und 20 Kilometer westlich von Zürich (jeweils Luftlinie). Es ist die bevölkerungsmässig grösste Gemeinde in der Region Freiamt, dem südöstlichen Teil des Kantons Aargau. Von Südosten nach Nordwesten wird Wohlen von der Bünz durchflossen, einem rechten Zufluss des Seetaler Aabachs im zentralen Schweizer Mittelland. An der Ostseite des Bünztals liegt der Wagenrain, ein langgestreckter Hügelzug, der die Begrenzung zum Reusstal bildet.
Die Fläche des Gemeindegebiets beträgt 1248 Hektaren. Gemäss der eidgenössischen Arealstatistik 2018 werden davon 449 Hektaren landwirtschaftlich genutzt, 348 Hektaren sind mit Wald bedeckt und 435 Hektaren sind überbaute Flächen; der Rest entfällt auf Gewässer und Feuchtgebiete. Der höchste Punkt liegt auf 549 m ü. M. im Gebiet «Dreihägen» nahe der nordwestlichen Gemeindegrenze, der tiefste auf 408 m ü. M. am Ufer der Bünz. Nachbargemeinden sind Hägglingen und Niederwil im Norden, Fischbach-Göslikon im Nordosten, der Bezirkshauptort Bremgarten im Osten, Waltenschwil im Süden, Büttikon im Südwesten, Villmergen im Westen und Dottikon im Nordwesten. Mit Ausnahme von Waltenschwil, das im Bezirk Muri liegt, gehören alle Nachbargemeinden ebenfalls zum Bezirk Bremgarten.
Wohlen ist ein ausgedehntes Haufendorf mit städtischem Gepräge. Rund um das beidseits der Bünz auf 420 m ü. M. gelegene Zentrum schliessen sich Wohnquartiere an. Etwas versetzt im Nordwesten, durch eine ausgedehnte Industrie- und Gewerbezone getrennt, liegt das 1914 eingemeindete Dorf Anglikon (410 m ü. M.). Das Siedlungsgebiet Wohlens ist über eine weitere Industriezone mit jenem von Villmergen zusammengewachsen.

### Landschaft
Der Reussgletscher, der sich gegen Ende der Würm-Kaltzeit in die Alpen zurückzog, prägte die Landschaft in entscheidendem Masse. Er hinterliess dabei Molasse-Ablagerungen, die aus Schotter, Sand und Lehm sowie vereinzelt aus Konglomeraten bestehen. Eine Endmoräne querte das Bünztal von Norden nach Süden. Ein vorübergehender Gletschervorstoss drückte die Endmoräne platt, sodass sie als Oberflächenform nicht mehr wahrgenommen werden kann.

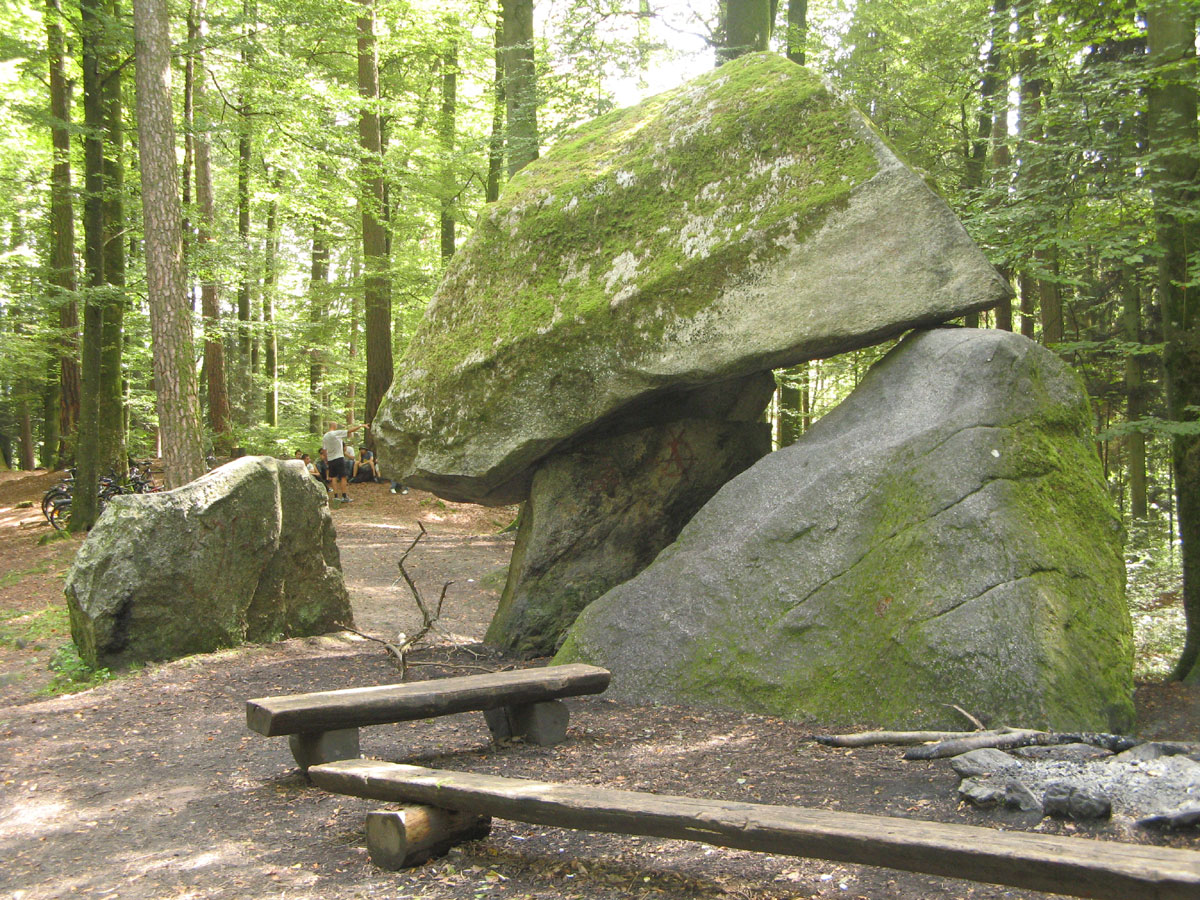
Erdmannlistein

Das Gemeindegebiet weist zwei unterschiedliche Landschaftsformen auf. Der westliche und südliche Teil liegt in der Ebene des Bünztals, die bis zu zwei Kilometer breit ist und landwirtschaftlich intensiv genutzt wird. Bis zur Melioration in der ersten Hälfte des 20. Jahrhunderts war sie von zahlreichen Wasserläufen durchzogen und zu einem grossen Teil versumpft. Die einst frei fliessende Bünz wurde damals kanalisiert, und das Gelände besitzt seither keine besonderen Merkmale mehr. Zuflüsse in der Ebene sind der Büelisacherkanal, der Büttikerbach, der Nutzenbach und der Holzbach, die alle ebenfalls begradigt sind. Ganz im Süden steigt das Gelände zum Bärholz hin an, einem bewaldeten Ausläufer des Lindenbergs.
Der Norden und Osten des Gemeindegebiets wird vom Höhenzug des Wagenrains geprägt. Begrenzt wird er durch steile Hanglagen, die 40 bis 90 Höhenmeter zur Talebene hin abfallen. Der Wagenrain besteht aus einer ausgedehnten, von Südosten nach Nordwesten allmählich ansteigenden Hochebene, die überwiegend bewaldet ist. Insbesondere im Osten präsentiert sich die Hochebene deutlich erkennbar als postglaziale Moränenlandschaft. Dort liegen mehrere markante Findlinge wie der Erdmannlistein und der Bettlerstein sowie die abflusslosen, von Sümpfen umgebenen Teiche Steffetsmösli und Cholmoos. Ein weiteres Sumpfgebiet ist das Torfmoos an der östlichen Gemeindegrenze. Der Althau nahe der nördlichen Gemeindegrenze ist ein Bruchwald. Vom Wagenrain her fliessen der Guggibach, der Ehrunsbach, der Oberhaubach und der Reservoirbach in die Bünz.

### Klima
Die Gemeinde liegt in der gemässigten Klimazone. Prägend für das Klima sind einerseits Winde aus westlichen Richtungen, die oft Niederschlag heranführen, andererseits die Bise (Ost- oder Nordostwind), die meist mit Hochdrucklagen verbunden ist, aber in allen Jahreszeiten kühlere Witterungsphasen verursacht als im Mittel zu erwarten wären. Der in den Alpentälern und am Alpenrand wichtige Föhn zeigt im Normalfall keine besonderen klimatischen Auswirkungen auf Wohlen, abgesehen von einer klaren Fernsicht, die Berge in den Zentralschweizer Voralpen erkennen lässt.
Die nächstgelegenen Messstationen von MeteoSchweiz befinden sich in Buchs/Aarau und Zürich-Affoltern. Beide sind rund 20 Kilometer entfernt und liefern annähernd gleiche Werte. Daraus ergibt sich für Wohlen ungefähr eine Jahresmitteltemperatur von 8,6 °C. Der kälteste Monat ist der Januar mit −0,6 °C, der wärmste der Juli mit 18,0 °C. Die Niederschlagsmenge beträgt rund 1050 mm pro Jahr, wobei besonders in den drei Sommermonaten aufgrund der Konvektion höhere Mengen gemessen werden als im Winter. Seit 2000 existiert eine private Wetterstation. Dort wurde am 6. Februar 2012 eine Tiefsttemperatur von −17,4 °C gemessen und am 13. August 2003 eine Höchsttemperatur von 37,8 °C.

## Geschichte

### Frühe Siedlungsgeschichte
Archäologische Funde aus der Jungsteinzeit und der Bronzezeit sind auf dem Gebiet Wohlens nur spärlich vorhanden. Gemäss einer Theorie könnte jedoch der Erdmannlistein Mittelpunkt einer prähistorischen Kultstätte gewesen sein. Weitaus zahlreicher sind Hinweise auf eine Besiedlung während der Hallstattzeit. Die Historische Gesellschaft Freiamt führte von 1925 bis 1930 Grabungen in den Waldparzellen Hohbühl und Häslerhau durch. Dabei stiess sie auf fünf Grabhügel aus dem 6. Jahrhundert v. Chr. mit insgesamt 35 Gräbern. Grabbeigaben waren Lanzen bei den Männern und Schmuck bei den Frauen. Vielfältiges Bronzegeschirr, darunter eine in der Schweiz einmalige Häufung grosser Gefässe, lässt auf beträchtlichen Wohlstand schliessen. Wo die Bestatteten lebten, ist nicht bekannt. Aus der nachfolgenden Latènezeit fehlen im Gegensatz zu mehreren Nachbargemeinden Funde von Gegenständen der hier siedelnden Helvetier.
In der Römerzeit befanden sich auf dem Gemeindegebiet zwei Gutshöfe. Sie entstanden um die Mitte des 1. Jahrhunderts und waren durch die moorartige Ebene der Bünz voneinander getrennt. Verschiedene Ziegelstempel und Münzen, die im 19. und zu Beginn des 20. Jahrhunderts gefunden wurden, deuten darauf hin, dass die Höfe der Lebensmittelversorgung des Legionslagers Vindonissa (Windisch) dienten. Sie verfielen ab 260 n. Chr. nach wiederholten Plünderungszügen der Alemannen in kleine Einzelhöfe.

### Mittelalter
Im 5. Jahrhundert begannen sich die Alemannen in der Region niederzulassen. Da sie zunächst Siedlungslücken in der Nachbarschaft besetzten und erst später Einfluss auf die bestehende gallorömische Siedlung zu nehmen begannen, vollzog sich im Falle Wohlens nur eine langsame Verschmelzung mit der eingesessenen Bevölkerung. Die mittelalterliche Ortsnamensform Wolen geht auf das althochdeutsche ze Walhun («bei den Walchen») zurück. Damit bezeichneten die Alemannen ihre «welschen» Vorsiedler und Nachbarn. Die langsam verlaufende Assimilierung ist auch auf das Fehlen eines kirchlichen Zentrums zurückzuführen: Wohlen hatte zwar stets mehr Einwohner als die umliegenden Dörfer, besass aber lange Zeit keine eigene Pfarrkirche. Zudem war Wohlen in mehrere Siedlungskerne getrennt, die erst im Spätmittelalter zusammenwuchsen.
Die erste urkundliche Erwähnung erfolgte in den um 1160 entstandenen Acta Murensia. Darin wird von der Sippe des Guntrann berichtet, die im 11. Jahrhundert einen grossen Teil der Genossenschaft der unfreien Bauern unter ihre Kontrolle brachte und dabei auch Gewalt anwendete. Der Aufbau einer umfassenden Grundherrschaft (Zwing und Bann) gelang jedoch nicht; im Jahr 1106 verkaufte Guntranns Enkel Rudolf den gesamten Besitz dem Kloster Muri. 1178 ist die früheste eindeutig bestimmbare Jahreszahl der Ortsgeschichte. Damals garantierte Papst Alexander III. dem Kloster Schänis seine Besitzungen, darunter ein Waldstück in Wohlen. Erwähnt wird auch der benachbarte, im Mittelalter abgegangene Weiler Lüplinswald, der nicht genau lokalisiert werden kann.

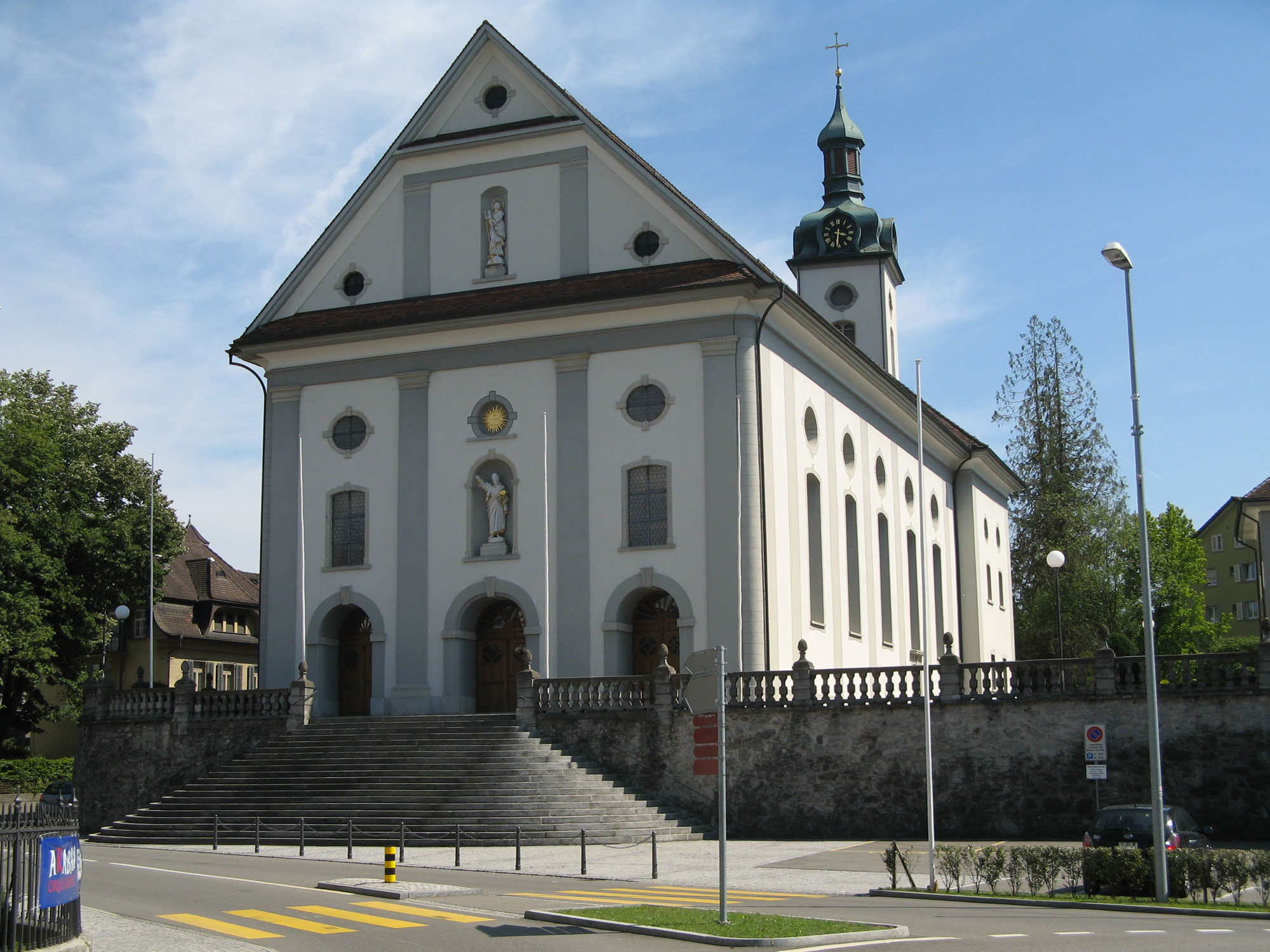
Die Geschichte der Pfarrkirche St. Leonhard reicht bis ins späte 12. Jahrhundert zurück

1185 sind erstmals die Herren von Wolen fassbar. Sie waren die grössten Landbesitzer des Dorfes und die einzige einheimische Familie, die den Aufstieg zu einem Ministerialengeschlecht im Dienste der Habsburger schaffte. Bedeutendster Vertreter war Werner II., Schultheiss von Brugg und Vogt von Baden. Kurz nach 1300 erwarb er das Lehen über einen Teil der Stammburg der Habsburger, sein Enkel Henmann vereinigte 1371 das gesamte Burglehen in einer Hand. Mit Henmanns Tod im Jahr 1425 erlosch das Geschlecht.
Gemäss dem Habsburger Urbar von 1303/07 gehörte Wohlen zum Amt Lenzburg. In diesem übten die Habsburger die Blutgerichtsbarkeit aus, vertreten durch einen im Nachbardorf Villmergen residierenden Amtmann, der wiederum dem Vogt auf Schloss Lenzburg unterstand. Die niedere Gerichtsbarkeit teilten sich zur Hälfte das Kloster Muri sowie zu je einem Viertel die Habsburger selbst und diverse rangniedere Adlige.

### Herrschaft der Eidgenossen

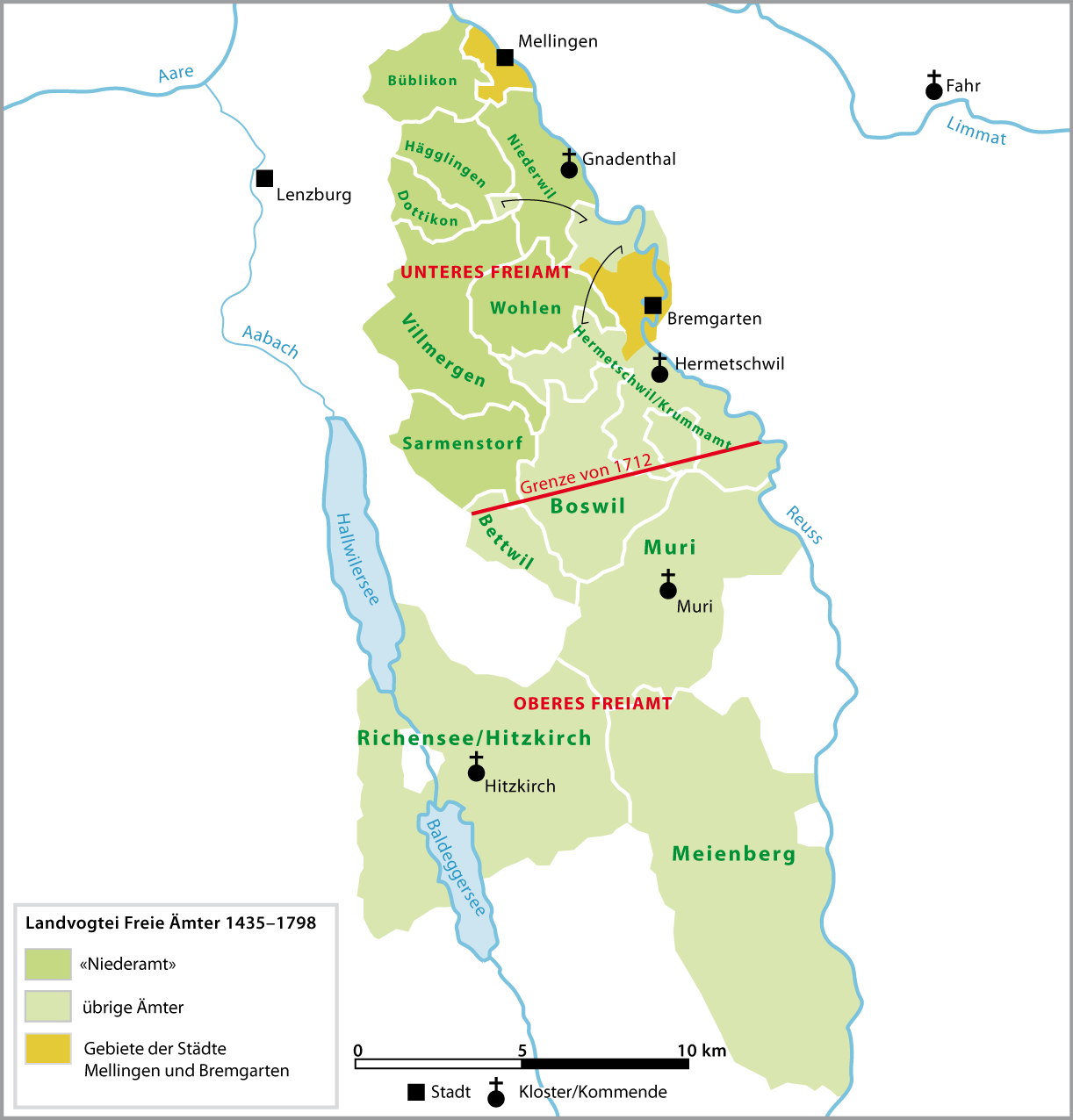
Karte der Freien Ämter

Die Landesherrschaft ging nach der Eroberung des Aargaus im April 1415 an die Eidgenossen über. Wohlen lag nun in den Freien Ämtern, einer Gemeinen Herrschaft. Die Herrschaft übte ein alle zwei Jahre wechselnder, nicht residierender Landvogt aus. Bis 1425 gehörte Wohlen vorübergehend zum Amt Muri, danach bildete das Dorf einen von 13 Gerichtsbezirken der Freien Ämter, dem ein einheimischer Untervogt vorstand. Das Wohler Dorf- und Amtsgericht urteilte erstinstanzlich über sämtliche niedergerichtlichen Fälle, die nicht unter die Gerichtshoheit des Klosters Muri fielen.
Die Autonomie der Untertanen war angesichts des kleinen Verwaltungsapparats der Freien Ämter gross. Im Laufe der Zeit bildete sich eine Bürgergemeinde heraus, welche die wirtschaftlichen und organisatorischen Belange der bäuerlichen Bevölkerung regelte. Aufgrund der relativ hohen Bevölkerungszahl und der sich daraus ergebenden komplexen Verhältnisse war schon früh eine Offnung notwendig, in der Rechte und Pflichten des Gemeinwesens schriftlich festgehalten wurden. Die erste bekannte Version stammt aus dem Jahr 1406, erhalten geblieben ist eine Abschrift von 1702/03. Ab 1728 verfügte die Gemeinde über ein eigenes Archiv in der Pfarrkirche.

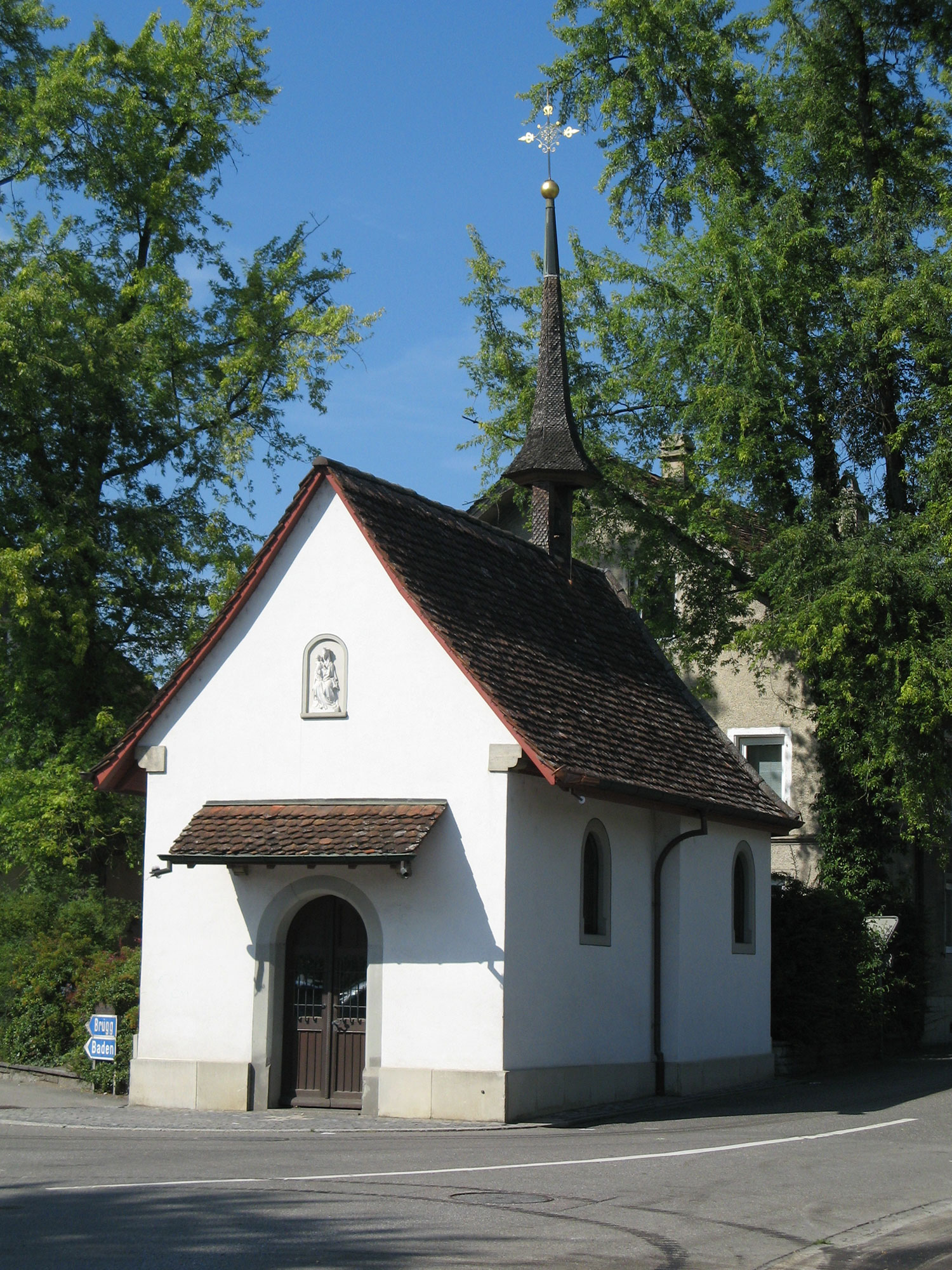
St.-Anna-Kapelle, erbaut 1513/14

Grösster Grundbesitzer war das Kloster Muri, das in Wohlen einen eigenen Fronhof besass und diesen vom Muri-Amthof in Bremgarten aus verwaltete. Weitere Grundherren waren die Klöster Hermetschwil und Gnadenthal, die Pfarreien Niederwil, Göslikon und Villmergen, das Spital und verschiedene Bürger der Stadt Bremgarten sowie vereinzelte Privatpersonen. Eine Pfarrkirche bestand seit dem späten 12. Jahrhundert, war jedoch nur für jene Höfe zuständig, die zum Besitz der Herren von Wolen und ihrer Erben gehörten. Die übrigen Einwohner waren nach Niederwil und Göslikon pfarrpflichtig. Nach einer Bittschrift an den päpstlichen Nuntius Antonio Pucci vereinbarten die betroffenen Kollatoren 1518 die Vereinigung sämtlicher Einwohner in einer Pfarrei.
Ab 1523 fand die Reformation in den nördlichen Freien Ämtern immer mehr Anhänger, wozu vor allem der Einfluss Zürichs beitrug. Schliesslich traten die Wohler im Mai 1529 geschlossen zur neuen Konfession über, verbunden mit einem Bildersturm in der Pfarrkirche. Nach der Niederlage der reformierten Orte im Zweiten Kappelerkrieg wurden die Freien Ämter jedoch im November 1531 gemäss den Bestimmungen des Zweiten Kappeler Landfriedens rekatholisiert. Die Wohler wurden mit hohen Geldbussen bestraft und verloren das Recht, den Untervogt frei wählen zu dürfen. Vor und nach der Ersten Schlacht von Villmergen im Jahr 1656 blieb Wohlen im Gegensatz zu mehreren Nachbardörfern von Plünderungen verschont.
1712 schlugen die reformierten Truppen vor der Zweiten Schlacht von Villmergen ihr Lager in Wohlen auf. Daraufhin konnten sie im Zweiten Villmergerkrieg eine Entscheidung zu ihren Gunsten erzwingen. Die unterlegenen katholischen Orte waren nun von der Verwaltung der nördlichen Freien Ämter ausgeschlossen. Die Herrschaft ging an Zürich und an das bisher nicht beteiligte Bern über, nur das neutral gebliebene Glarus durfte seinen früheren Anteil (ein Siebtel) behalten. Die neue reformierte Obrigkeit hatte für Wohlen kaum Auswirkungen. Die bisherigen Gesetze galten weiterhin, und der konfessionelle Status blieb gewahrt. Hingegen verzichteten die neuen Herren auf ihr Recht, Truppen zu rekrutieren, da sie keine Katholiken in ihren Reihen wünschten.

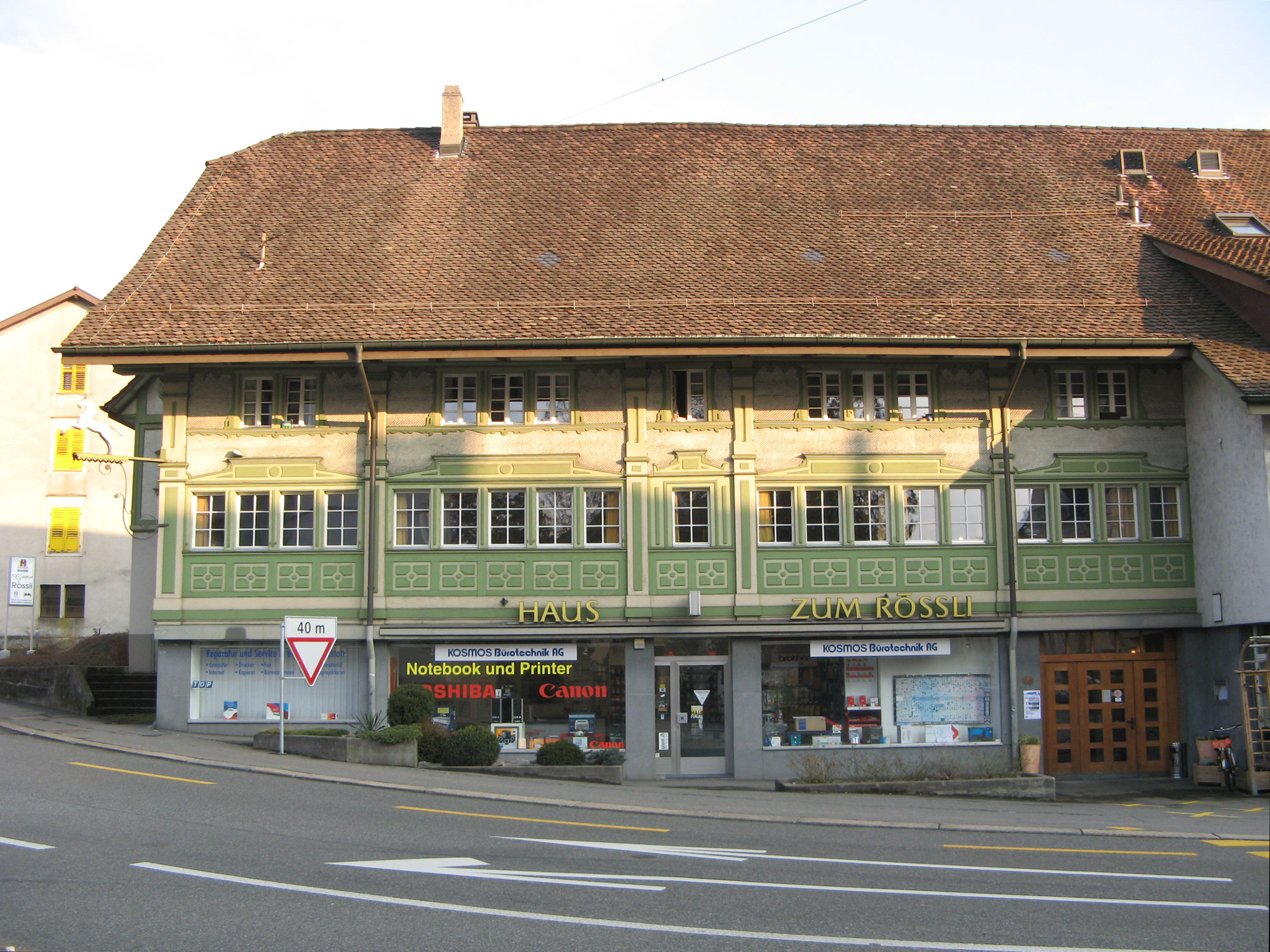
Der Gasthof Rössli (1738), das zweitälteste Wohngebäude in Wohlen

Im März 1798 nahmen die Franzosen die Schweiz ein (Franzoseneinfall). Sie riefen die Helvetische Republik aus und zerschlugen die alte Herrschaftsordnung. Wohlen war nun eine Gemeinde im kurzlebigen Kanton Baden und gehörte zum Distrikt Sarmenstorf. Die Gemeinde war zwar vom Untertanenstatus befreit, doch trieben die fremden Truppen viele Einwohner mit Einquartierungen, Proviantforderungen und Zwangsrekrutierungen in die Armut. Der Kanton Baden war innerlich zerrissen und kaum regierbar. Während die meisten Dörfer in den Freien Ämtern (für die sich rasch der Name Freiamt einbürgerte) den Anschluss an die konservativen Kantone Luzern oder Zug forderten, hielten die Wohler den Anschluss an den neuen Kanton Aargau (der zunächst nur den Berner Aargau umfasste) für die bessere Lösung. Sie versprachen sich davon eine liberalere Staatsordnung und somit bessere wirtschaftliche Rahmenbedingungen. Seit dem Inkrafttreten der Mediationsakte am 10. März 1803 gehört Wohlen zum Bezirk Bremgarten im Kanton Aargau.

### Vom Ackerbauern-, Handwerker- zum Industriedorf
In der Frühen Neuzeit prägte der Getreideanbau die Wohler Wirtschaft massgeblich. Die in den Freien Ämtern übliche Realteilung führte zur Bildung einer grossen Schicht von Taunern – Kleinbauern, die auf einen Nebenerwerb angewiesen waren. Wohlhabendere Handwerker – Schmiede, Sattler, Gerber, Müller – mit ihrem auch weiterhin nennenswerten Landbesitz dominierten bald das lokale Wirtschaftsleben und schufen damit die notwendigen Voraussetzungen für die später dominierende Strohindustrie. Die im Vergleich zu den Städten bedeutend weiter reichende Gewerbefreiheit stellte jedoch eine gewisse Erleichterung dar. Erwerbsmöglichkeiten waren Gewerbebetriebe, der Handel und der Weinbau. Zu den Neuerungen, die das neue Staatswesen des Kantons Aargau mit sich brachte, gehörte die Ablösung der Zehntpflicht. Die Gemeinde übernahm 1806 für sämtliche Bürger die Ablösesumme und ermöglichte es ihnen, die Schuld in Raten abzuzahlen. Dieser Prozess zog sich bis in die 1850er Jahre hin.
Weinbau wurde ab 1625 an den Südhängen des Wagenrains betrieben, wovon heute noch verschiedene Flur- und Wegnamen wie Rebberg, Rebhalde, Rebebänkli und Trottenweg zeugen. 1630 baute ein Wohler Bürger auf seinem Land eine Trotte. Diese gelangte 1701 in den Besitz des Klosters Muri, das die nächsten Jahrzehnte die gesamte Weinproduktion kontrollierte. 1781 zählte man 81 Bauern und Tauner, die mit Weinbau ihren Lebensunterhalt bestritten. Im Spitzenjahr 1782 betrug die Produktionsmenge rund 150'000 Liter. Die Reblaus-Epidemie Ende des 19. Jahrhunderts machte den Wohler Reben derart schwer zu schaffen, dass sie 1910 ganz verschwanden. 1923 brach man auch die Trotte ab. 2017 liess der Gemeinnützige Ortsverein die alte Tradition wiederaufleben und pflanzte auf einem kleinen Grundstück erneut Weissweinreben.

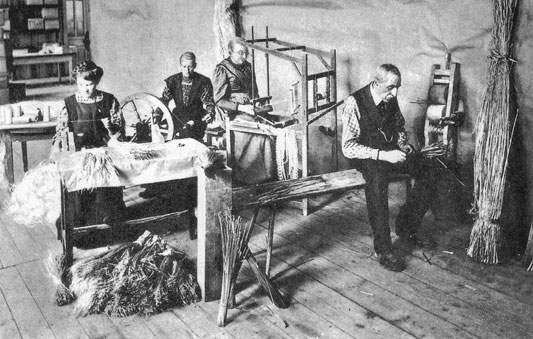
Geflechtindustrie in Wohlen um 1900

Die grösste Bedeutung für die weitere Entwicklung hatte die Strohflechterei. Die Bauern der Region nutzten das beim Getreideanbau anfallende Stroh zum Flechten von Hüten. Am Anfang der Entwicklung zum eigentlichen Industriezweig steht die Gründung der ersten Handelsgesellschaft durch Jacob Isler im Jahr 1783, der bald weitere folgten. Sie kauften die in Heimarbeit hergestellten Geflechte und weiteten den Handel mit ihnen auf die ganze Schweiz aus. Zu Beginn des 19. Jahrhunderts wurden die ersten Wohler Strohhüte ins Ausland exportiert. Die aus der Taunerschicht aufgestiegenen «Strohbarone» gelangten zu Wohlstand. Der Einsatz von Flechtmaschinen führte ab etwa 1840 zur Ablösung des bisherigen Verlagssystems durch Fabriken. Wohler Unternehmen erlangten in der zweiten Hälfte des 19. Jahrhunderts eine dominierende Stellung in der Schweiz. Sie passten sich flexibel den Modetrends an. Einzelne Unternehmen unterhielten Agenturen in Metropolen wie Paris, London oder New York. Das Rohmaterial bezogen sie aus zahlreichen Dörfern im Freiamt, im Seetal, in der Zentralschweiz, im zürcherischen Rafzerfeld und im Freiburger Greyerzerland. Aus diesen Gründen trägt Wohlen seither den Spitznamen Chly Paris (Klein-Paris). Die Unberechenbarkeit des internationalen Marktes, Wirtschaftskrisen und starke ausländische Konkurrenz verursachten zahlreiche Konkurse, denen aber jeweils bald Neugründungen folgten.

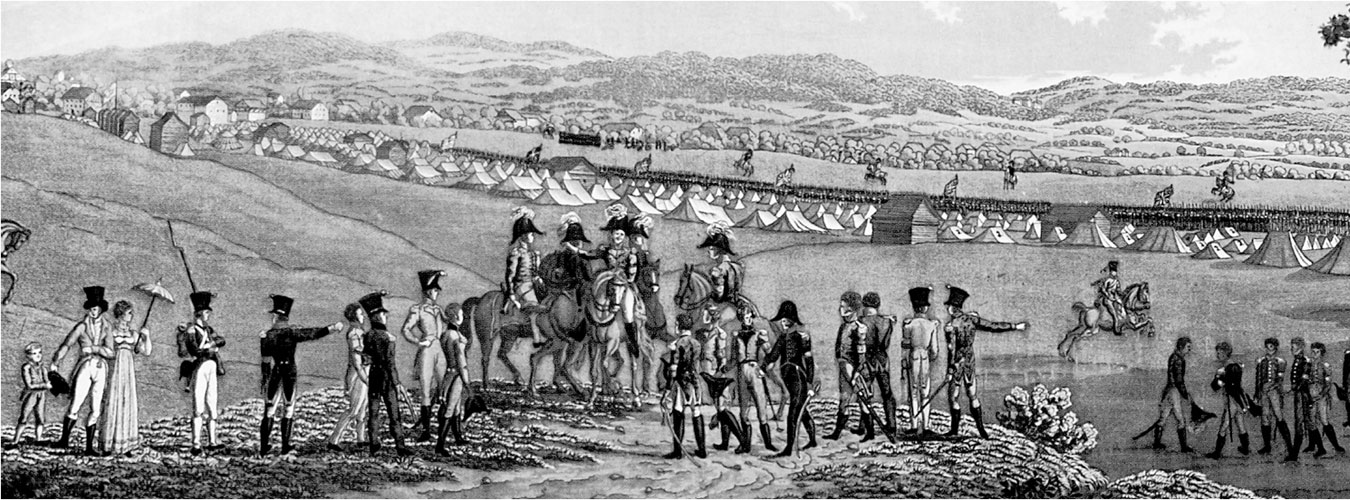
Schaulustige und militärische Besucher vor der Zeltstadt des 1. Eidgenössischen Militärlagers im Jahr 1822

Im August 1820 organisierte Charles-Jules Guiguer de Prangins in Wohlen das erste eidgenössische Militärlager, an dem über 2500 Soldaten aus sechs Kantonen teilnahmen. Die bis 1852 durchgeführten Militärlager (1828 wiederum in Wohlen) förderten das kollektive Bewusstsein in den Führungsebenen der kantonalen Heere und bereiteten den Boden für den späteren Bundesstaat und eine gemeinsame Armee. 1823 wurde das südlich des Dorfes gelegene Harzrüti eingemeindet, ein Steckhof, der mindestens seit dem 13. Jahrhundert von der übrigen Dorfgemeinschaft autark gewesen war.
1829 plante der Kanton eine neue, geradlinig verlaufende Strasse von Dottikon über den Wagenrain nach Bremgarten, unter Umgehung von Wohlen. Bremgarten stellte den auf seinem Gebiet verlaufenden Abschnitt der Drissgerstross (Dreissigerstrasse, benannt nach dem Baujahr 1830) fertig, doch die umliegenden Gemeinden verweigerten jegliche Arbeitsleistung, da sie nicht vom Durchgangsverkehr abgeschnitten werden wollten. Vor allem Wohlen befürchtete massive wirtschaftliche Nachteile. Die Strasse wurde nie vollendet und verfiel zu einem Waldweg. Am 5. Dezember 1830 versammelten sich rund 6'000 Bewaffnete in Wohlen zum Freiämtersturm und zogen nach Aarau, wo sie die Kantonsregierung in einem unblutigen Aufstand stürzten und Verfassungsreformen erzwangen.

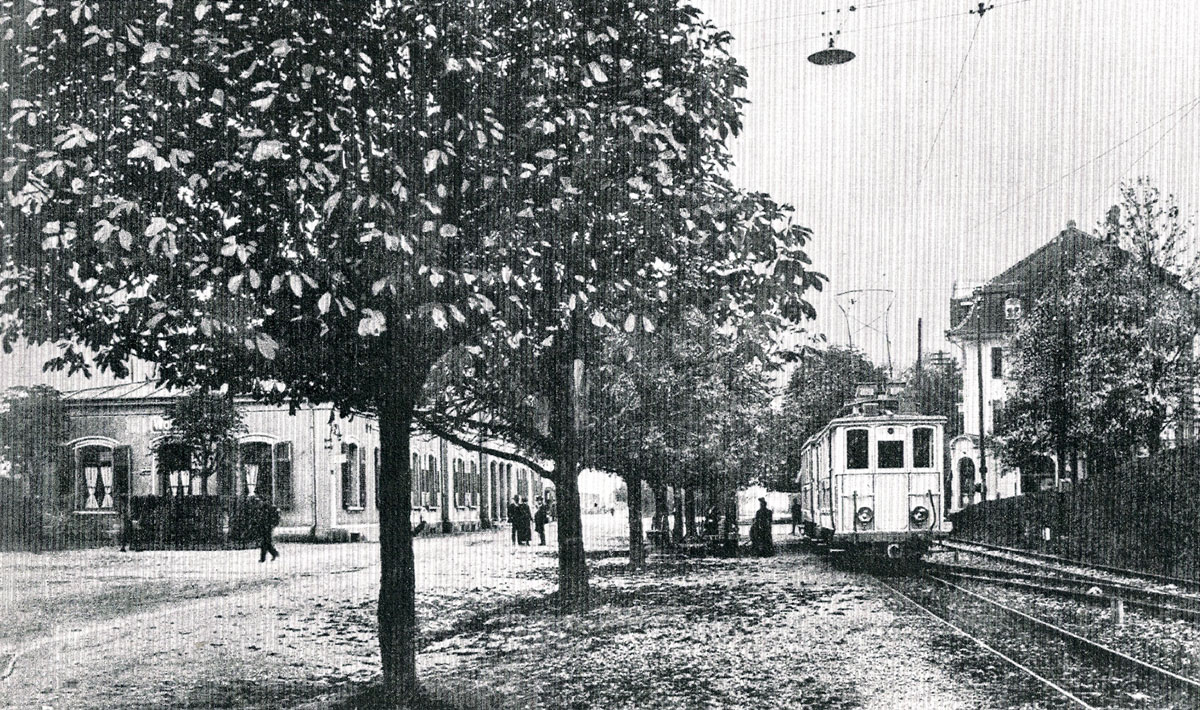
Endstation der Bremgarten-Dietikon-Bahn im Jahr 1912, links das Bahnhofsgebäude der SBB

In der Helvetischen Republik hatte es erstmals eine Aufteilung der behördlichen Kompetenzen in eine Ortsbürgergemeinde und eine Einwohnergemeinde gegeben, die 1803 wieder aufgehoben wurde. Die neue Einheitsgemeinde diskriminierte aber die immer zahlreicheren zugezogenen Einwohner. Erst nach 1850 waren sie überhaupt berechtigt, Kommissionen anzugehören. Schliesslich wurde 1867 die Einwohnergemeinde wieder eingeführt, die in der Folge immer mehr Kompetenzen übernahm und die Ortsbürgergemeinde bald an Bedeutung übertraf.
Die einflussreiche Strohgeflechtindustrie setzte sich für den Anschluss ans Eisenbahnnetz ein und überzeugte die Gemeindeversammlung, sich mit einer halben Million Franken an der Aargauischen Südbahn zu beteiligen. Der Abschnitt Rupperswil–Lenzburg–Wohlen wurde am 23. Juni 1874 eröffnet. Am 1. Juni 1875 folgte die Verlängerung nach Muri, am 1. September 1876 eine kurze Zweigstrecke nach Bremgarten (Wohlen-Bremgarten-Bahn). Mit der Fertigstellung des Abschnitts Muri–Rotkreuz war die Südbahn ab 1. Dezember 1881 auf ihrer gesamten Länge befahrbar und ermöglichte im darauf folgenden Jahr den Anschluss an die Gotthardbahn. Durch die Übernahme, den Umbau und die Elektrifizierung der Wohlen-Bremgarten-Bahn konnte die Bremgarten-Dietikon-Bahn am 8. Februar 1912 den durchgehenden Betrieb zwischen Wohlen und Dietikon aufnehmen. Am 18. Dezember 1916 war mit der Eröffnung der Wohlen-Meisterschwanden-Bahn der Ausbau Wohlens zum Eisenbahnknotenpunkt abgeschlossen.

### Entwicklung seit dem 20. Jahrhundert

Luftansicht von 1953

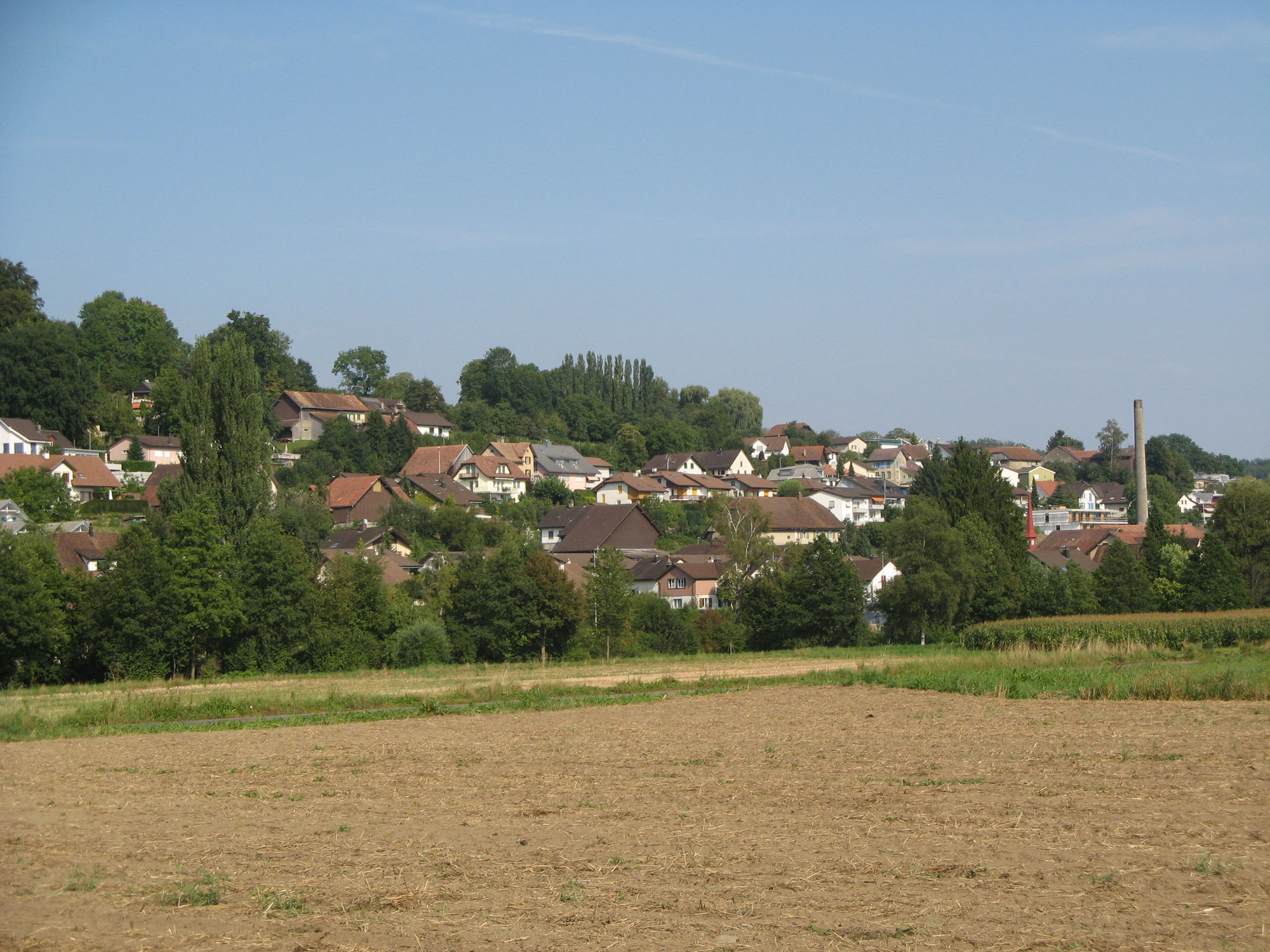
Ansicht von Anglikon

1911 verpflichtete die Kantonsregierung die Nachbargemeinde Anglikon zum Bau eines Schulhauses. Wegen zahlreicher behördlicher Auflagen überstiegen die Baukosten die Finanzkraft der Gemeinde bei weitem, so dass dem Angliker Gemeinderat letztlich keine andere Wahl blieb, als die Verschmelzung mit Wohlen anzustreben. Gegen den ausdrücklichen Widerstand Wohlens, das die Übernahme der Schuldenlast und zukünftige Infrastrukturkosten fürchtete, beschloss der Grosse Rat am 29. Oktober 1912 mit 79:64 Stimmen die Fusion. Nach zwei erfolglosen Rekursen des Wohler Gemeinderates bis vor das Bundesgericht wurde Anglikon, das eine Fläche von 216 Hektaren auf: Wohlen. 1975, wies und damals 420 Einwohner zählte, am 1. Januar 1914 fusioniert. Bis 1917 gehörte Anglikon noch zur römisch-katholischen Kirchgemeinde Villmergen und kam dann ebenfalls zu Wohlen.
Aufgrund stark steigender Lebensmittelpreise verarmten zahlreiche Einwohner während des Ersten Weltkriegs und mussten die Hilfe der Suppenküche in Anspruch nehmen; erst ab Herbst 1917 waren die Lebensmittel rationiert. Im November 1918 beteiligten sich in Wohlen Typografen und Eisenbahner am Landesstreik. Der Gemeinderat liess die Streikführer verhaften und bis zum Ende des Streiks öffentliche Gebäude durch die Feuerwehr bewachen. Zahlreiche Menschen, die während der Weltwirtschaftskrise ihre Arbeitsstelle verloren hatten, wurden in den frühen 1930er Jahren bei öffentlichen Bauarbeiten eingesetzt. Die nationalsozialistische Frontenbewegung versuchte in Wohlen Fuss zu fassen und hielt kontroverse Veranstaltungen ab; eine Demonstration im Juni 1935 artete in eine Schlägerei mit Gegendemonstranten aus. Im Zweiten Weltkrieg war Wohlen von den üblichen Massnahmen wie Verdunkelung, Rationierung und Ausbeutung der Torfvorkommen betroffen. Im Rahmen der Anbauschlacht wurde die Landwirtschaftsfläche ausgeweitet, wobei acht Hektaren Wald gerodet werden mussten.

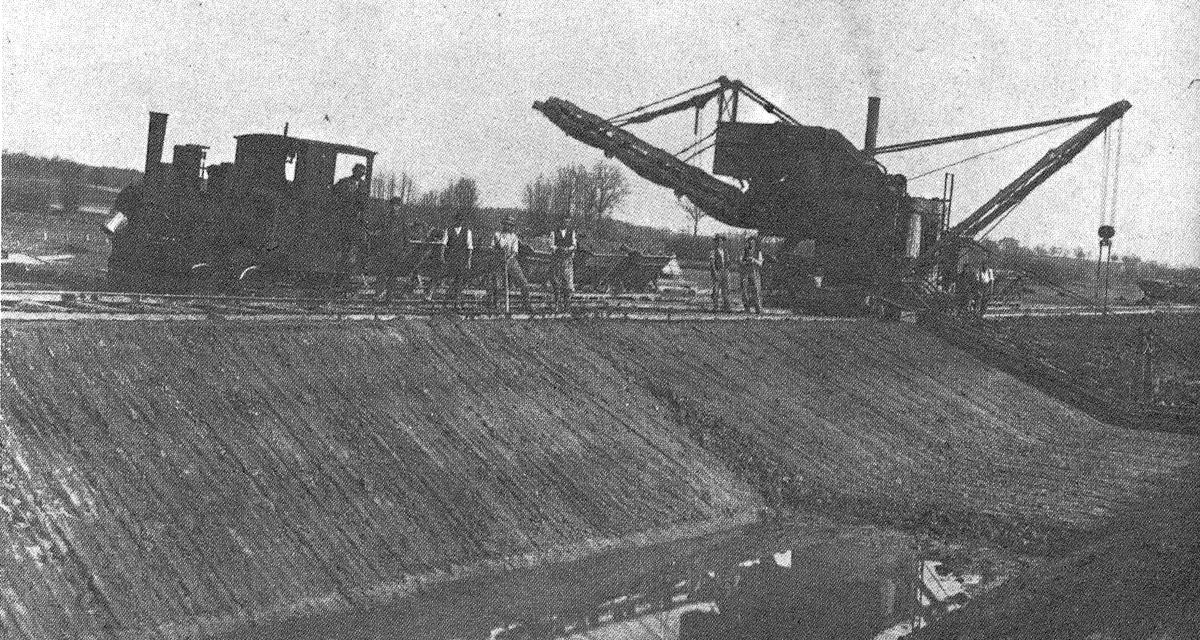
Begradigung der Bünz (1922)

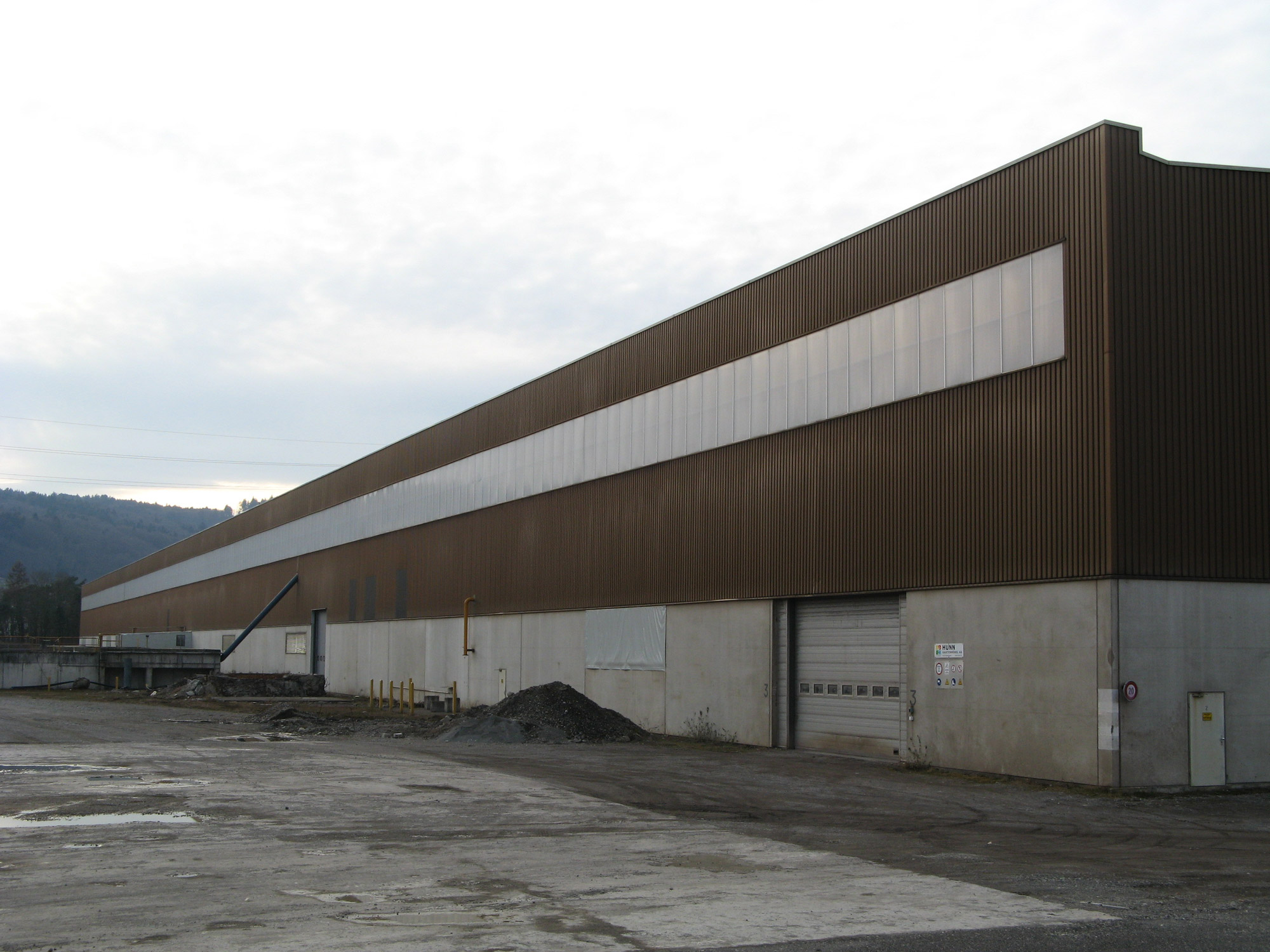
Fabrikhalle des ehemaligen Eisenwerks Ferrowohlen

Ein bedeutendes Vorhaben in der ersten Hälfte des 20. Jahrhunderts war die Entwässerung der Talebene. Die Bünz war in mehrere Arme geteilt. Zudem floss das Wasser schlecht ab, weshalb ausgedehnte Sumpfgebiete existierten und es häufig zu Überschwemmungen kam. Die erste Etappe der Gewässerkorrektion war 1921/22 der Bau des Büelisacherkanals. Von 1921 bis 1924 wurde die Bünz von Waltenschwil bis ins Zentrum Wohlens begradigt und in einen Kanal gelegt. Von 1929 bis 1931 folgte der Abschnitt bis zur Grenze zu Dottikon, bis 1943 entstanden vier weitere Drainagesysteme. Die Landwirtschaft konnte von den zentrumsnahen Fluren in neu gewonnene Flächen verlegt werden, was die weitere Ausdehnung des Siedlungsgebiets ermöglichte. In den folgenden Jahrzehnten kam es weiterhin sporadisch zu Überschwemmungen. Ab den 1990er Jahren wurde die Bünz schrittweise renaturiert. Von 2015 bis 2017 entstand ein Hochwasserrückhaltebecken mit einem 850 Meter langen Damm, das über 600'000 m³ Wasser fasst; die Baukosten betrugen 16 Millionen Franken.
Die Strohgeflechtindustrie erlebte Ende der 1920er Jahre ihre letzte Hochphase. Die Zahl der Beschäftigten erreichte ihren Zenit, wobei noch immer rund 30 % auf saisonale Heimarbeit entfielen. Die Weltwirtschaftskrise verursachte einen tiefgreifenden Strukturwandel. Zahlreiche kleine Unternehmen mussten die Produktion einstellen, während die grösseren gezwungen waren, durch Personalabbau, verstärkte Mechanisierung und Spezialisierung die Kosten zu senken. Das Verschwinden der Hutmode in den 1950er Jahren bewirkte auch bei den renommierten Grossbetrieben einen Niedergang, und die Zahl der Beschäftigten nahm laufend ab. 1991 endete die Ära der Strohflechterei endgültig. Die Ansiedlung neuer Betriebe in anderen Branchen glich diesen Niedergang jedoch aus, und Wohlen blieb weiterhin industriell geprägt. Auch der Anteil des Dienstleistungssektors erhöhte sich laufend.
Die Ferrowohlen errichtete 1955 ein Eisenwerk und stellte durch Einschmelzen von ausgedientem Stahl Armierungsprodukte her. Zeitweise beschäftigte das Unternehmen 400 Mitarbeiter. Aufgrund des Zusammenbruchs des europäischen Stahlmarktes musste die Produktion 1994 eingestellt werden. Dadurch verlor die Wohlen-Meisterschwanden-Bahn ihren wichtigsten Kunden, sodass der Personenverkehr am 31. Mai 1997 aus Rentabilitätsgründen auf Busbetrieb umgestellt werden musste. 2003 präsentierte die Ferrowohlen das Städtebauprojekt Ferropolis: Durch den Umbau der Fabrikhallen und die Errichtung von Neubauten sollte mit einem Investitionsvolumen von mehreren hundert Millionen Franken ein neuer Stadtteil mit 3'000 Arbeitsplätzen und Wohnraum für 3'000 Menschen entstehen. Das Vorhaben scheiterte jedoch im Jahr 2007. Der plötzliche Bevölkerungsschub hätte umfangreiche Investitionen in die lokale Infrastruktur erfordert, ausserdem stellte die Entsorgung der Schlacke ein unüberwindliches Problem dar.
Im Mai 2009 sprach sich eine deutliche Mehrheit der Stimmberechtigten gegen das Vorhaben der Gemeindebehörden aus, Wohlen zu einer Stadt zu erklären, obwohl dies keinerlei gesetzliche Auswirkungen gehabt hätte.

## Ortsbild und Architektur

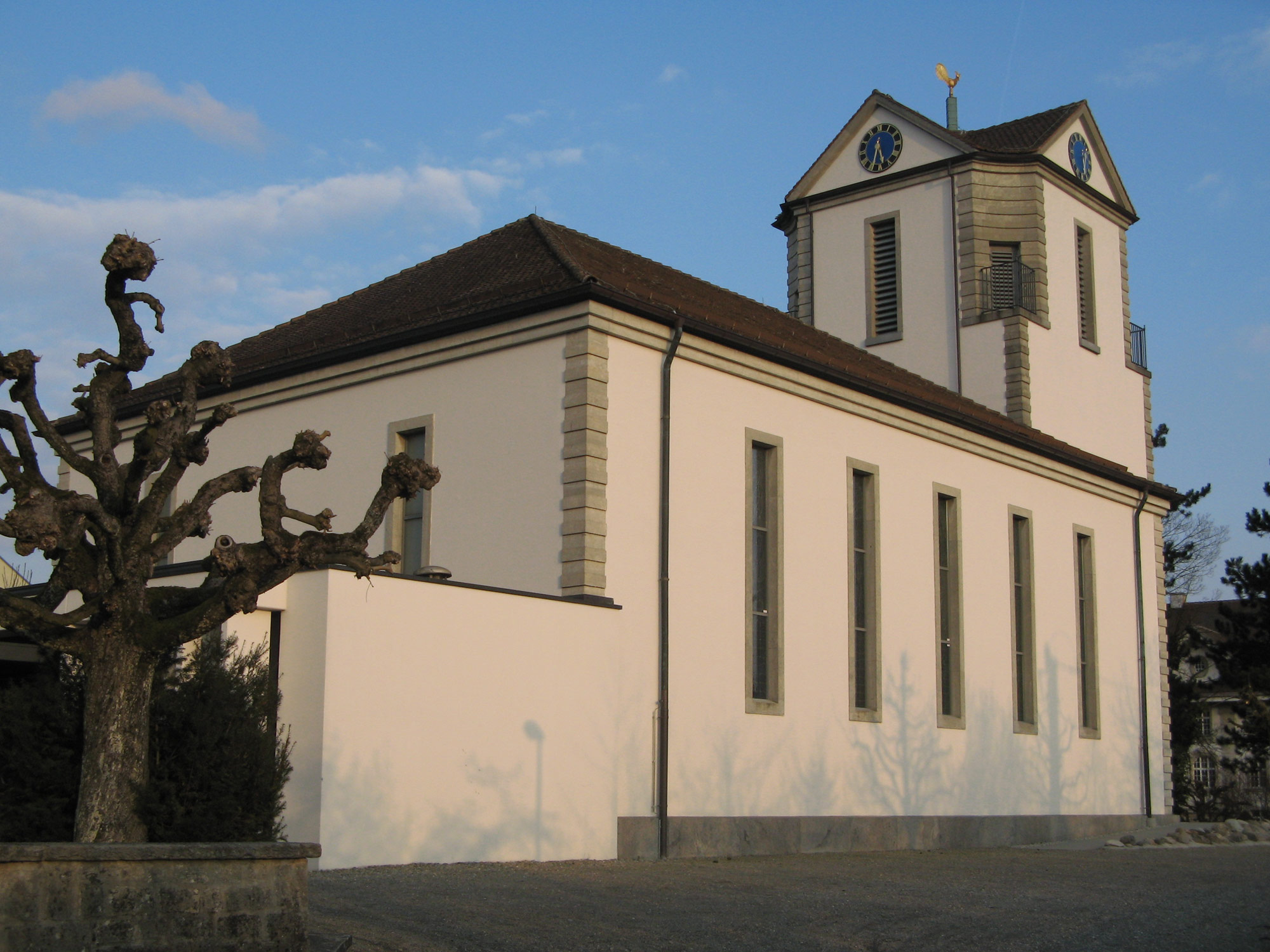
Reformierte Kirche

Typisch für den Dorfkern ist das Nebeneinander von ehemaligen Fabriken, Wohnhäusern, Gewerbe- und Geschäftsbauten. Als die Strohgeflechtindustrie expandierte, wurden die alten strohgedeckten Bauernhäuser verdrängt. Neubauten entstanden dort, wo die ehemaligen Kleinbauern ein Stück Land geerbt hatten oder billig erwerben konnten (Bauordnungen und Zonenpläne existierten erst ab 1928 bzw. 1954). Erst Mitte des 19. Jahrhunderts, als die ursprüngliche Bausubstanz weitgehend ersetzt worden war, wuchs die überbaute Fläche nennenswert über den Dorfkern hinaus. Die bauliche und soziale Durchmischung blieb weiterhin erhalten, es bildeten sich keine eigentlichen Industrie-, Villen- oder Arbeiterquartiere. Heute präsentiert sich Wohlen als verstädtertes Dorf.
Durch ihre exponierte Lage auf einer Geländeterrasse im Dorfzentrum prägt die römisch-katholische Pfarrkirche St. Leonhard das Ortsbild. Das heutige Gebäude entstand von 1804 bis 1807 im klassizistischen Stil, der Kirchturm stammt aus dem Jahr 1488. Eine zum Haupteingang führende halbrunde Freitreppe verstärkt die repräsentative Wirkung. Neben der Kirche befindet sich das 1759 erbaute Pfarrhaus. Die St.-Anna-Kapelle entstand 1513/14 im spätgotischen Stil. Als besondere Kostbarkeit der Kapelle gilt der Flügelaltar, der ursprünglich in der Wallfahrtskirche von Hergiswald stand und 1894 nach Wohlen verkauft wurde. Die Reformierte Kirche entstand 1926 auf einem kleinen Hügel beim Bahnhof und weist die strenge schnörkellose Form eines Quaders auf; der Kirchturm fiel wegen des instabilen Baugrunds ungewöhnlich niedrig aus.

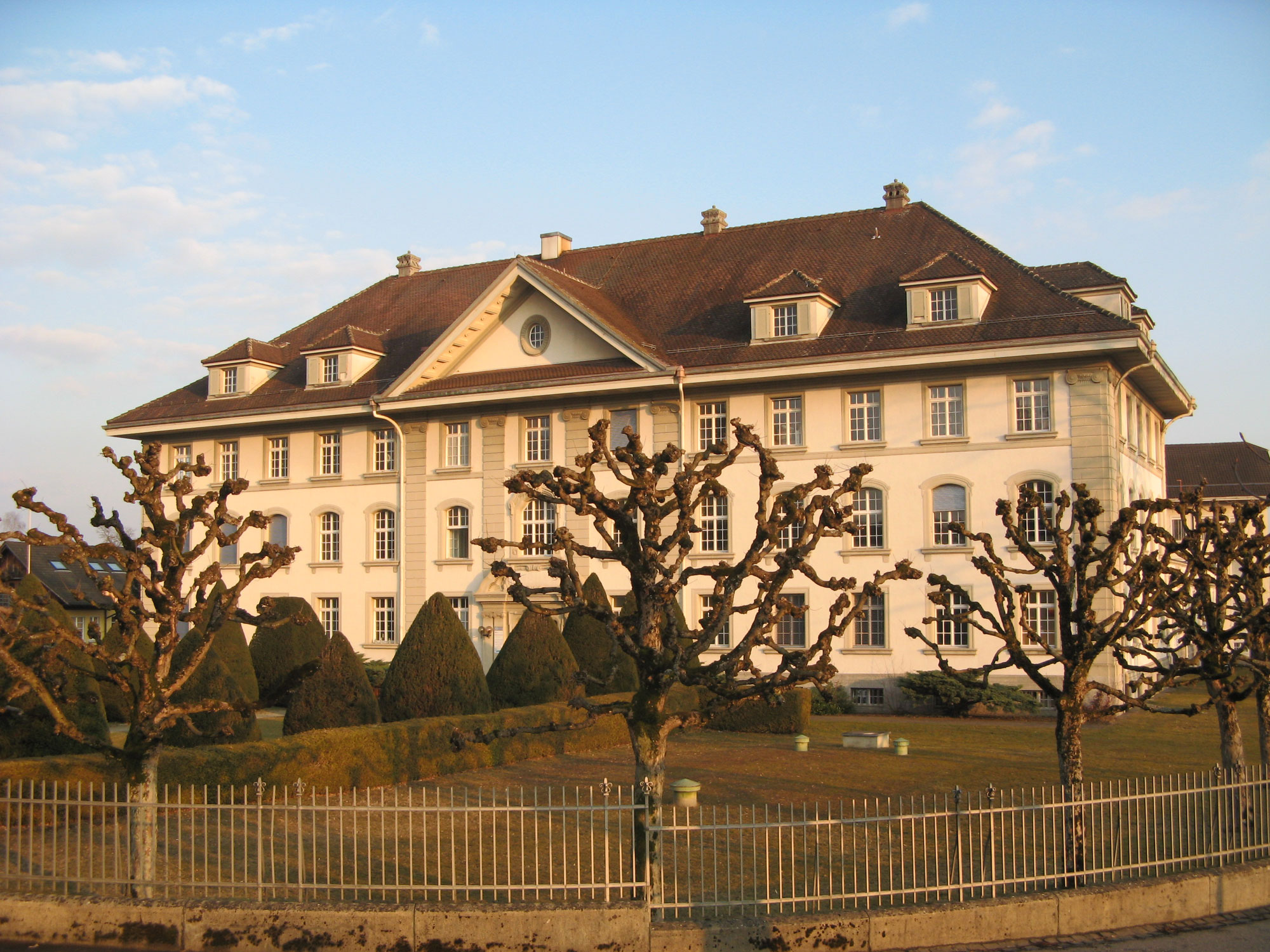
Ehemaliges Verwaltungsgebäude der Georges Meyer & Cie.

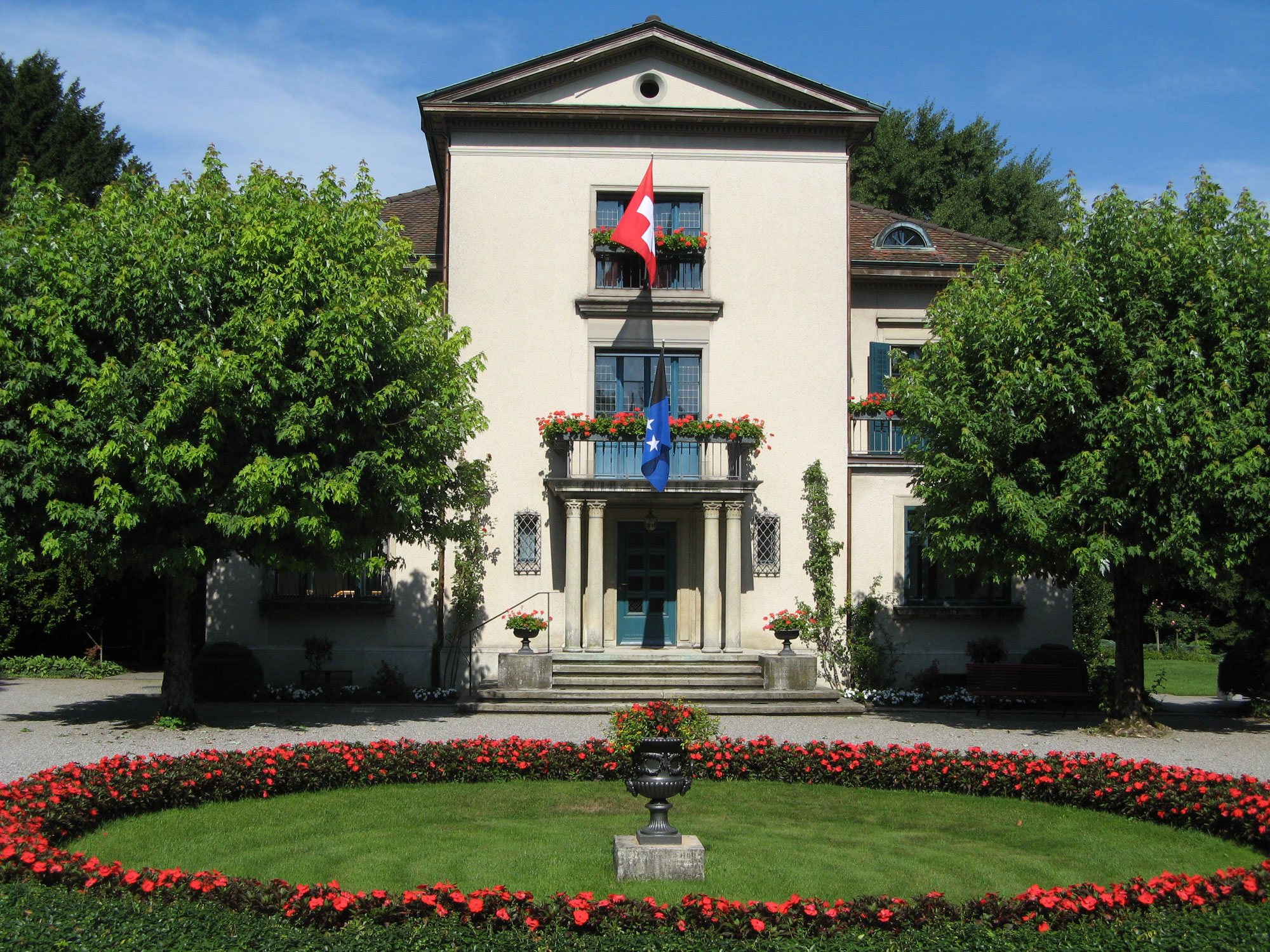
Villa Isler

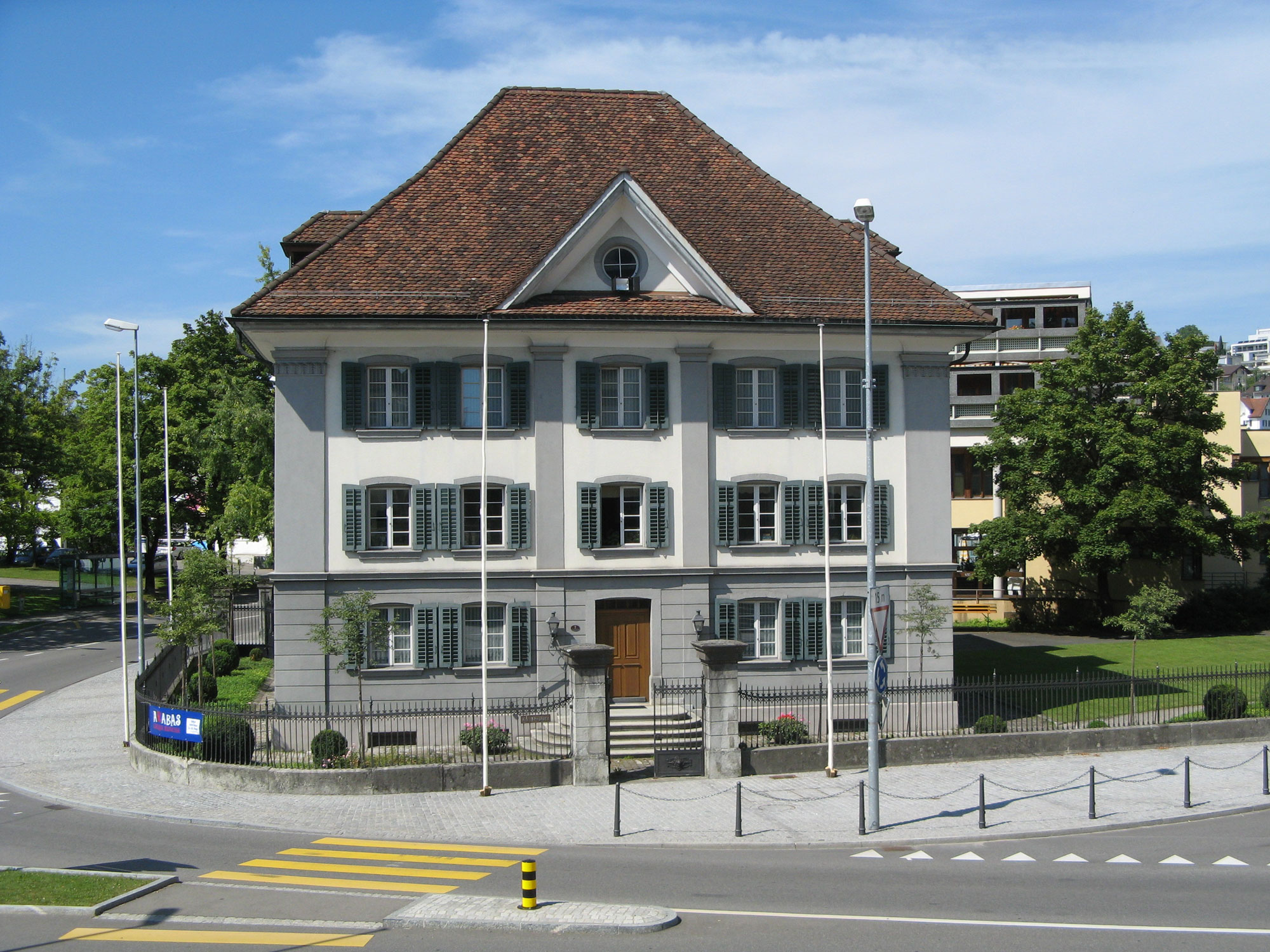
Emmanuel-Isler-Haus

Am ehesten dörflich-bäuerlichen Charakter bewahrte Wohlen an der Steingasse mit mehreren Gebäuden aus dem 19. Jahrhundert. Dort befindet sich auch das «Schlössli», ein freistehender kubischer Bau unter geknicktem Satteldach. Das älteste Gebäude Wohlens existiert mindestens seit 1546, reicht aber vermutlich bis ins 12. Jahrhundert zurück. Es war derart baufällig geworden, dass es im Jahr 2000 hätte abgerissen werden sollen. Ein Verein setzte sich für den Erhalt ein, zwei Brände in den Jahren 2005 und 2007 beschädigten das Gebäude zusätzlich. Schliesslich entstand 2017/18 auf den originalen mittelalterlichen Grundmauern ein Begegnungszentrum. Zweitältestes Gebäude ist der Gasthof «Rössli» an der Zentralstrasse. Der doppelgeschossige Ständerbau mit Krüppelwalmdach entstand 1738 zunächst als Bauernhaus einer Untervogtfamilie und fand ab Mitte des 18. Jahrhunderts Verwendung als Gaststätte sowie Tagungsort von Gemeinderat und Amtsgericht. Weitere ortsbildprägende Wirtshäuser sind der «Sternen» am Kirchenplatz (1826, aus dem Umbau einer Schmiede entstanden) und der «Bären» am Bärenplatz (1836, ursprünglich Geschäftshaus der Firma Wohler & Cie.).
Beispiele spätklassizistischer Industriearchitektur des 19. und frühen 20. Jahrhunderts sind die ehemaligen Verwaltungs- und Manufakturgebäude der Jacob Isler & Co, der M. Bruggisser & Co., der Paul Walser & Co. und der Georges Meyer & Cie., ebenso die Bleicherei. Die aufstrebenden Strohgeflechthändler und -industriellen liessen repräsentative «Negotiantenhäuser» errichten. Das älteste Gebäude dieser Art ist das «Emmanuel-Isler-Haus» am Kirchenplatz, ein im Jahr 1819 errichtetes herrschaftliches Bürgerhaus mit steilem Walmdach; heute dient es als römisch-katholisches Kirchgemeindehaus. Ebenfalls architektonisch herausragend ist die «Villa Isler» von 1860. Seit 2013 beherbergt sie das Schweizer Strohmuseum. Eine Gartenanlage mit altem Baumbestand umgibt sie und ist ebenfalls öffentlich zugänglich.
Ein brisantes politisches Thema in den 1970er Jahren war der Abriss des alten Gemeindehauses neben der katholischen Kirche. Es war 1810 als Schulhaus erbaut worden und ab 1854 Standort der Gemeindebehörden gewesen. Nach der Eröffnung des neuen Gemeindehauses im Jahr 1972 stand es leer. Nachdem sich die Wohler Stimmbürger in zwei umstrittenen Volksabstimmungen dafür ausgesprochen hatten, wurde das historische Gebäude im Juli 1979 aus Gründen der Verkehrssicherheit abgerissen, da es an einer unübersichtlichen Kreuzung stand.
Der Erweiterungsbau der Kantonsschule Wohlen (errichtet 1984/88) ist ein herausragendes Beispiel moderner Architektur. Die Dachkonstruktionen über dem Eingang, im Zentralbereich, in der Bibliothek und in der Aula gehören zu den frühesten Werken des spanischen Architekten Santiago Calatrava. In Anglikon sind einzelne Gebäude aus dem 19. Jahrhundert erhalten geblieben. Die Franz-Xaver-Kapelle wurde 1515 erstmals erwähnt und besteht in ihrer heutigen Form seit 1746.

## Wappen
Die Blasonierung des Gemeindewappens lautet: «Unter rotem Schildhaupt in Weiss schwarze Spitze.» Das Wappen entspricht jenem des 1425 erloschenen Ministerialengeschlechts der Herren von Wolen. Seit 1811 führt die Gemeinde dieses Heroldsbild als Siegel. Fälschlicherweise enthielt das Siegel von 1872 eine blaue Spitze, was vermutlich auf die Unkenntnis des Siegelstechers bezüglich der Schraffuren zurückzuführen ist. Die Symbolik ist nicht überliefert. Gemäss behördlicher Weisung soll das Schildhaupt zwei Siebtel der Schildhöhe nicht übersteigen, um den Eindruck einer Schildteilung zu vermeiden. Diese Art der Regelung zeichnerischer Details ist in der Heraldik eher unüblich.

## Bevölkerung
Die Einwohnerzahlen entwickelten sich wie folgt:
| Jahr      | 1700    | 1798 | 1850 | 1900 | 1930 | 1950 | 1960 | 1970   | 1980   | 1990   | 2000   | 2010   | 2020   | 2023   |
| Einwohner | ca. 780 | 1397 | 2909 | 3695 | 5862 | 6670 | 8636 | 12'024 | 11'704 | 12'498 | 13'329 | 14'483 | 16'881 | 17'481 |

Am 31. Dezember 2023 lebten 17'481 Menschen in Wohlen; der Ausländeranteil betrug 42,1 % und lag somit etwas mehr als einen Drittel über dem Kantonsdurchschnitt von 27,3 %. Gemäss der Volkszählung vom 1. Januar 2015 stammten von den damals 5951 Einwohnern mit ausländischer Staatsbürgerschaft 24,7 % aus Italien (knapp ein Zehntel der Gesamtbevölkerung), 16,4 % aus Kosovo, 11,1 % aus Deutschland, 7,0 % aus Mazedonien, 6,3 % aus Portugal, 5,3 % aus der Türkei und 4,9 % aus Serbien. 79,8 % der Bevölkerung gaben bei der Volkszählung 2000 Deutsch als ihre Hauptsprache an, gefolgt von Italienisch (8,1 %), Albanisch (3,1 %), Bosnisch/Kroatisch/Serbisch (2,3 %), Türkisch (1,4 %), Portugiesisch (0,8 %), Spanisch (0,7 %) und Französisch (0,5 %).
Nach der Rekatholisierung von 1531 war die Bevölkerung Wohlens rund drei Jahrhunderte lang ausschliesslich römisch-katholisch. Angehörige der reformierten Konfession liessen sich erst wieder Anfang des 19. Jahrhunderts nieder, als die Industrialisierung einsetzte; ihre Zahl stieg insbesondere zu Beginn des 20. Jahrhunderts stark an. Bedingt durch die Einwanderung aus Südosteuropa und der Türkei sind sunnitische Muslime zur drittgrössten Glaubensgemeinschaft angewachsen. Bei der Volkszählung 2015 bezeichneten sich 45,8 % als römisch-katholisch und 12,9 % als reformiert; 41,3 % waren konfessionslos oder gehörten anderen Glaubensrichtungen an.

## Politik und Recht
Die Politische Gemeinde (im Kanton Aargau Einwohnergemeinde genannt) nimmt sämtliche kommunalen Aufgaben wahr, die nicht durch übergeordnetes Recht zum Wirkungskreis eines anderen Gemeindetyps (beispielsweise der Kirchgemeinden der Landeskirchen) erklärt worden sind.

### Legislative
- Grüne: 3
- SP: 6
- GLP: 6
- EVP: 1
- Mitte: 8
- DAnglikon: 2
- FDP: 4
- SVP: 10

Anstelle einer in kleineren Gemeinden üblichen Gemeindeversammlung vertritt seit 1966 das von den Wohler Stimmberechtigten gewählte Gemeindeparlament, der Einwohnerrat, die Anliegen der Bevölkerung. Er besteht aus 40 Mitgliedern, die für jeweils vier Jahre im Proporzwahlverfahren gewählt werden. Ihm obliegt das Genehmigen des Steuerfusses, des Voranschlages, der Jahresrechnung, des Geschäftsberichts und der Kredite. Ebenso erlässt er Reglemente, kontrolliert die Amtsführung der Exekutive und entscheidet über Einbürgerungen. Die Einwohnerräte können parlamentarische Vorstösse (Motion, Postulat, kleine Anfrage) einreichen. Tagungsort ist das Casino.
Die rechts stehende Grafik zeigt die Sitzverteilung nach der Wahl vom 28. November 2021. Bei den bisherigen Wahlen erzielten die Parteien folgende Sitzzahlen:
| Partei                   | 1973 | 1977 | 1981 | 1985 | 1989 | 1993 | 1997 | 2001 | 2005 | 2009 | 2013 | 2017 | 2021 |
| ------------------------ | ---- | ---- | ---- | ---- | ---- | ---- | ---- | ---- | ---- | ---- | ---- | ---- | ---- |
| SVP                      | 02   | 02   | 02   | 02   | 02   | 02   | 06   | 09   | 10   | 12   | 13   | 11   | 10   |
| Die Mitte (bis 2020 CVP) | 17   | 13   | 14   | 14   | 12   | 11   | 12   | 10   | 10   | 09   | 10   | 07   | 08   |
| SP                       | 05   | 08   | 06   | 04   | 05   | 03   | 03   | 04   | 05   | 05   | 04   | 07   | 06   |
| GLP                      | 0–   | 0–   | 0–   | 0–   | 0–   | 0–   | 0–   | 0–   | 0–   | 0–   | 03   | 03   | 06   |
| FDP                      | 11   | 10   | 09   | 10   | 10   | 10   | 09   | 07   | 06   | 05   | 05   | 06   | 04   |
| Grüne / Eusi Lüüt        | 0–   | 0–   | 05   | 07   | 08   | 06   | 06   | 04   | 02   | 04   | 03   | 03   | 03   |
| Dorfteil Anglikon        | 02   | 02   | 02   | 02   | 01   | 02   | 02   | 01   | 01   | 01   | 01   | 02   | 02   |
| EVP                      | 01   | 01   | 01   | 01   | 0–   | 01   | 01   | 01   | 02   | 01   | 01   | 01   | 01   |
| Freis Wohle              | 0–   | 0–   | 0–   | 0–   | 0–   | 0–   | 0–   | 04   | 04   | 03   | 0-   | 0–   | 0–   |
| Auto-Partei              | 0–   | 0–   | 0–   | 0–   | 02   | 04   | 01   | 0–   | 0–   | 0–   | 0–   | 0–   | 0–   |
| LdU                      | 01   | 02   | 01   | 0–   | 0–   | 01   | 0–   | 0–   | 0–   | 0–   | 0–   | 0–   | 0–   |
| Euse Maa                 | 0–   | 02   | 0–   | 0–   | 0–   | 0–   | 0–   | 0–   | 0–   | 0–   | 0–   | 0–   | 0–   |
| Team 67                  | 01   | 0–   | 0–   | 0–   | 0–   | 0–   | 0–   | 0–   | 0–   | 0–   | 0–   | 0–   | 0–   |

Dabei ist festzustellen, dass die Mitteparteien CVP und FDP bis Ende der 1990er Jahre die Dorfpolitik dominierten und zusammen mehr als die Hälfte der Sitze stellten. Ihr allmählicher Niedergang ging – ähnlich wie auf kantonaler und nationaler Ebene – einher mit dem Aufstieg der rechtskonservativen SVP zur grössten Partei, die zuvor nur eine marginale Rolle gespielt hatte. Im linken Parteienspektrum sind die Sozialdemokraten am stärksten. Die Grünen traten bis 2008 als unabhängige Gruppierung Eusi Lüüt («Unsere Leute») auf, die wiederum auf die Liste Euse Maa («Unser Mann») des späteren Kabarettisten Peach Weber zurückgeht. Seit jeher im Einwohnerrat vertreten ist die Gruppierung Dorfteil Anglikon, die sich für die Anliegen der Bevölkerung Anglikons einsetzt.
Auch auf der Ebene der Einwohnergemeinde finden sich verschiedene Elemente der direkten Demokratie. So stehen der Bevölkerung fakultative und obligatorische Referenden sowie die Volksinitiative zu.

### Exekutive
Ausführende Behörde ist der fünfköpfige Gemeinderat. Er wird vom Volk für jeweils vier Jahre im Majorzverfahren gewählt. Der Gemeinderat führt und repräsentiert die Einwohnergemeinde. Dazu vollzieht er die Beschlüsse des Einwohnerrates und die Aufgaben, die ihm vom Kanton zugeteilt wurden. Vorsteher der Exekutive ist der Gemeindeammann.

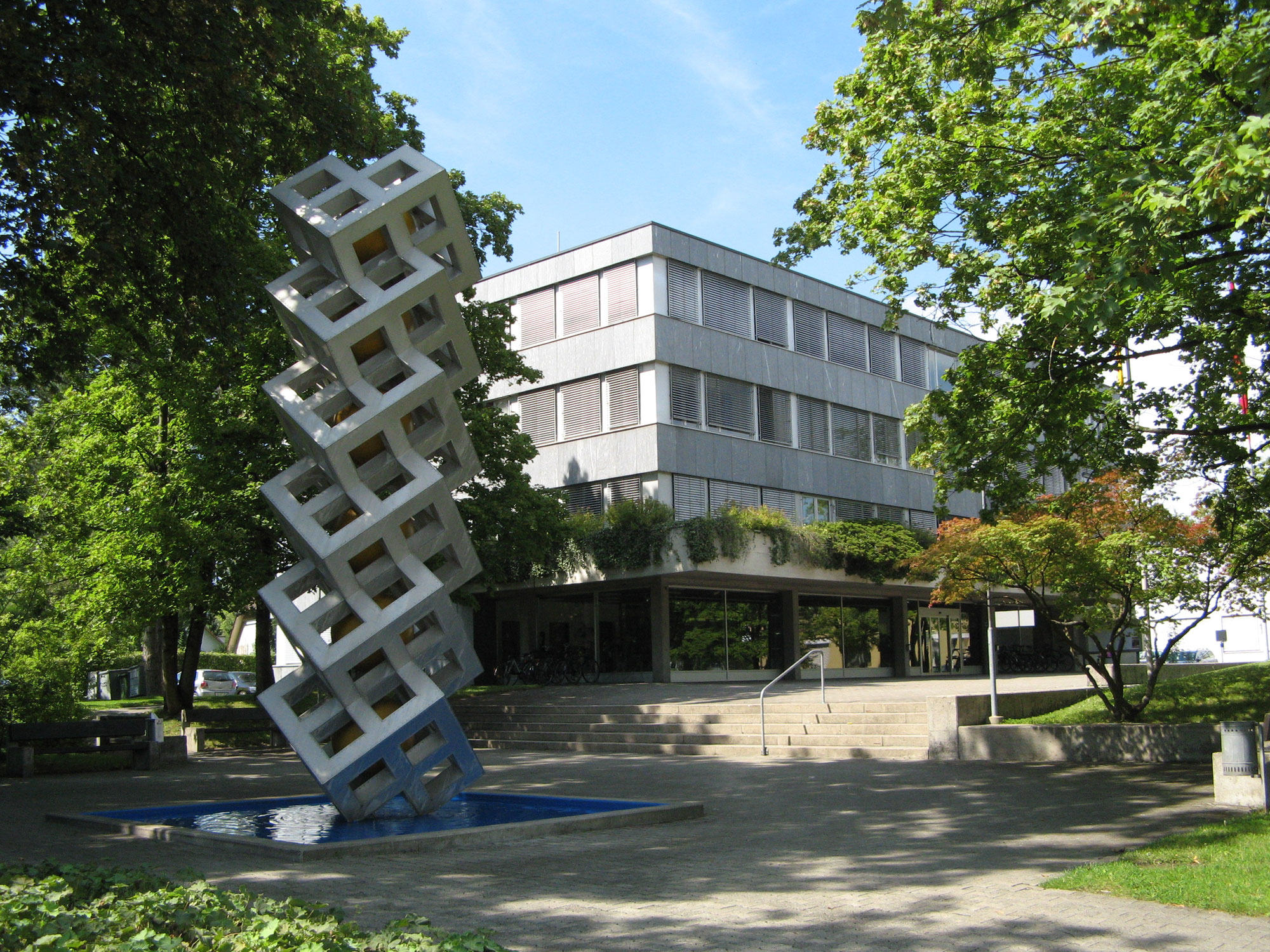
Gemeindehaus

Die fünf Gemeinderäte der Amtsperiode 2022–2025 sind:
- Arsène Perroud (SP), Gemeindeammann
- Roland Vogt (SVP), Vizeammann
- Thomas Burkard (GPS)
- Ariane Gregor-Neff (Die Mitte)
- Denise Strasser-Lüthy (FDP)

### Judikative
Für Rechtsstreitigkeiten ist in erster Instanz das Bezirksgericht Bremgarten zuständig. Wohlen ist Sitz des Friedensrichterkreises VI, der den westlichen Teil des Bezirks umfasst.

### Nationale Wahlen
Bei den Schweizer Parlamentswahlen 2023 betrugen die Wähleranteile in Wohlen: SVP 35,4 % (+4,9 %), SP 16,1 % (−1,1 %), FDP 14,1 % (−1,2 %), Die Mitte 13,7 % (−2,3 %), Grüne 6,5 % (−1,9 %), glp 8,1 % (+0,5 %), EVP 3,6 % (+0,1 %), andere 3,0 % (+1,0 %).

### Ortsbürger
Der Ortsbürgergemeinde gehören jene Einwohner an, die das Bürgerrecht von Wohlen besitzen. Hauptaufgabe ist die Verwaltung des Ortsbürgervermögens, dessen Ursprung in den Bürgergütern liegt, die aus der Zeit des Ancien Régime übernommen wurden. Im Falle der Ortsbürgergemeinde Wohlen sind dies 220 ha Wald, 618 ha Baurechtsland und 68 ha Kulturland. Der Wald wird von einem eigenen Forstbetrieb bewirtschaftet. Ebenfalls in ihrem Eigentum befinden sich das Restaurant Sternen und die Villa Isler. Legislative ist die Ortsbürgerversammlung, Exekutive der Gemeinderat der Einwohnergemeinde (dem auch Nicht-Ortsbürger angehören).

### Partnergemeinde
Partnergemeinde von Wohlen ist Lermoos im österreichischen Bundesland Tirol. Nachdem im Mai 1945 zwei Lermooser Ortsteile von der US-Armee teilweise zerstört worden waren, übernahm Wohlen 1946 eine Hilfspatenschaft und unterstützte die Bevölkerung mit materiellen Gütern. 2001 wurde die Patenschaft in eine Gemeindepartnerschaft umgewandelt. Ebenfalls eng verbunden (jedoch ohne offizielle Partnerschaft) ist Wohlen mit der Stadt Sumy im Nordosten der Ukraine. Dies geschieht durch den 2005 gegründeten Verein Help-Point Sumy, der jährlich mit behördlicher Unterstützung Lieferungen von Hilfsgütern wie technisches Material für Spitäler oder Feuerwehrfahrzeuge und -ausrüstung durchführt.

## Wirtschaft

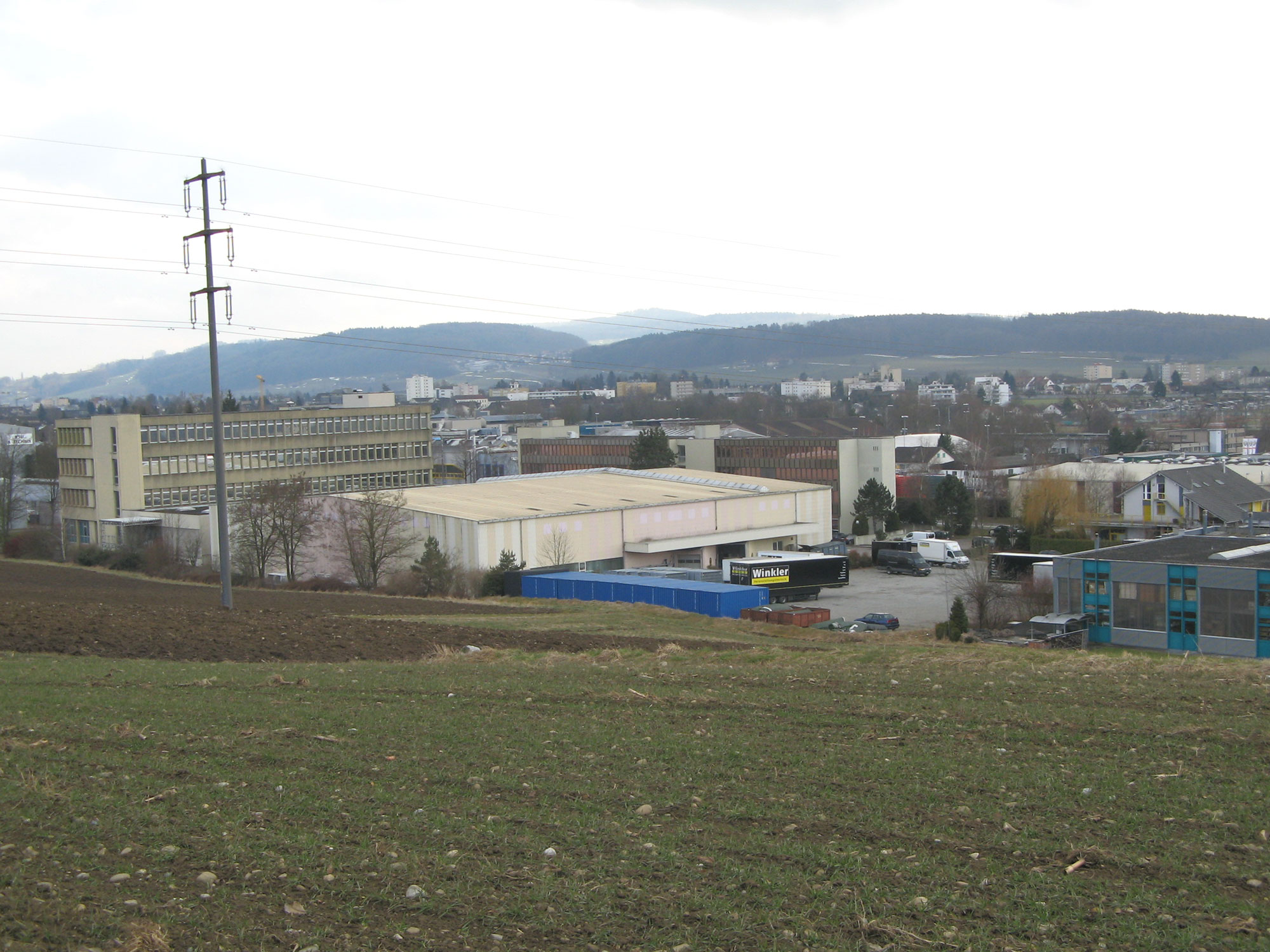
Industrie- und Gewerbezone Rigacker zwischen Wohlen und Anglikon

Gemäss der im Jahr 2015 erhobenen Statistik der Unternehmensstruktur (STATENT) gibt es in Wohlen rund 7800 Arbeitsplätze. Davon entfallen 0,8 % auf die Land- und Forstwirtschaft (Primärsektor), 22,6 % auf die Industrie (Sekundärsektor) und 76,6 % auf den Dienstleistungsbereich (Tertiärsektor). Als Zentrum einer Subagglomeration am Rande der Metropolregion Zürich weist Wohlen starke Pendlerströme auf. Das Verhältnis der Zu- und Wegpendler ist – im Gegensatz zu zahlreichen Gemeinden in der Region mit einer eindeutig feststellbaren Ausrichtung der erwerbstätigen Bevölkerung auf die Zentren – bedeutend ausgeglichener. Gemäss der Volkszählung 2000 pendelten 4842 Personen hierhin, während 6081 Personen in anderen Regionen einer Beschäftigung nachgingen (davon ein Drittel in Zürich und Umgebung).
Seit dem Niedergang der Strohgeflechtindustrie gibt es in Wohlen im industriellen Sektor keine dominierende Branche mehr. Es bildete sich jedoch eine Präferenz für den Maschinen-, Messinstrumenten- und Werkzeugbau sowie die Herstellung von Kunststoffen und Verpackungsmaterialien heraus. Das einzige Unternehmen der Strohgeflechtindustrie, das sich in neuen Bereichen etablieren konnte, war die aus der 1855 gegründeten Hutgeflechtfabrik Gebr. Dreifuss hervorgegangene Cellpack, die sich auf die Herstellung von Kunststoffen und elektrischen Schaltungen spezialisierte. Die Cellpack, mittlerweile Teil der Holding Behr Bircher Cellpack BBC und im benachbarten Villmergen domiziliert, war bis 2001 mit einem Isolatoren-Werk in Wohlen vertreten, welches seither zum Konzern Tyco Electronics gehört.
Zu den weltweit führenden Unternehmen in den Bereichen Gasanalyse, Leckdetektion und Dichtheitsprüfung gehört die Wilco AG, während die zum Sulzer-Konzern gehörende Sulzer Metco AG eine ebensolche Rolle in den Bereichen Oberflächentechnik und thermische Beschichtung einnimmt. Auf dem Gebiet der Temperatur- und Regeltechnik ist die Camille Bauer AG international tätig. Ebenfalls von Bedeutung ist die Winkler Livecom AG, die Beleuchtungs- und Eventkonzepte für internationale Konzerne und Messen sowie Kultur- und Sportveranstaltungen entwickelt. Die Hallen des ehemaligen Eisenwerks Ferrowohlen werden nach dem Scheitern des Städtebauprojekts Ferropolis an Nachnutzer als Produktionsstätte und Lager vermietet. 2009 zogen die ersten Mieter ein, darunter das Logistikzentrum des Elektronikhandelsunternehmens Digitec Galaxus. Das weitläufige Gelände wird sukzessive zu einem Industriepark ausgebaut.
Zahlreiche produzierende Unternehmen und Dienstleistungsbetriebe sind im Handwerker- und Gewerbeverein zusammengeschlossen. Neben der gemeinsamen Wahrung und Förderung der wirtschaftlichen und politischen Interessen zählt zu seinen Hauptaufgaben die Organisation der alle fünf Jahre stattfindenden Gewerbeausstellung HAGEWO. Das Einkaufsangebot in Wohlen wird massgeblich von den in Bahnhofsnähe gelegenen Zentren von Coop und Migros geprägt. Daneben existieren zahlreiche Ladengeschäfte.
1850 fanden in Wohlen die ersten Märkte statt, nachdem die Kantonsregierung das Marktrecht markant ausgeweitet hatte. Für die Organisation war zunächst eine private Marktkommission zuständig, seit 1864 die Gemeinde. Gegen Ende des 19. Jahrhunderts nahm die Bedeutung der Märkte wieder ab, da das örtliche Gewerbe die meisten benötigten Waren selbst anbieten konnte. Aus Kostengründen wurde 1902 der Fasnachtsmarkt abgeschafft. Weiterhin durchgeführt werden der Maimarkt und der Herbstmarkt im Oktober, an denen auch Fahrgeschäfte zu finden sind, sowie ein kleiner Wochenmarkt.

## Verkehr und Infrastruktur

### Strassen
Wohlen liegt am Schnittpunkt mehrerer Strassen. Die wichtigste ist die durch das Dorfzentrum führende Hauptstrasse 1 von Genf über Bern und Zürich nach Kreuzlingen. Bis zum Bau der Autobahnen in den 1960er und 1970er Jahren war sie die bedeutendste West-Ost-Verbindung der Schweiz. Am westlichen Dorfrand zweigt die Hauptstrasse 25 über Zug nach Arth ab. Ortsverbindungsstrassen führen über Villmergen ins westlich angrenzende Seetal, nach Büttikon, nach Waltenschwil, über Niederwil in Richtung Baden sowie über Dottikon in Richtung Brugg. Die nächstgelegenen Anschlussstellen der Autobahn A1 befinden sich bei Lenzburg und Mägenwil, beide rund zehn Kilometer entfernt.
Das innerörtliche Strassennetz ist auf eine Ringstrasse im Zentrum ausgerichtet, mehrere Kreisel entlasten die Knotenpunkte. Der Durchgangsverkehr in Nord-Süd-Richtung wird weitgehend an der Peripherie vorbeigeführt, nicht jedoch jener von Westen nach Osten. Es gibt politische Forderungen nach einer Südumfahrung, die aber im kantonalen Richtplan nur eine geringe Priorität besitzt. Hauptargument gegen den Bau war bisher die Tatsache, dass der Ziel- und Quellverkehr weitaus bedeutender ist als der Durchgangsverkehr. Ob die Eröffnung der östlich gelegenen Autobahn A4 im November 2009 geänderte Verkehrsströme verursacht hat, soll durch neue Erhebungen abgeklärt werden.

### Öffentlicher Verkehr

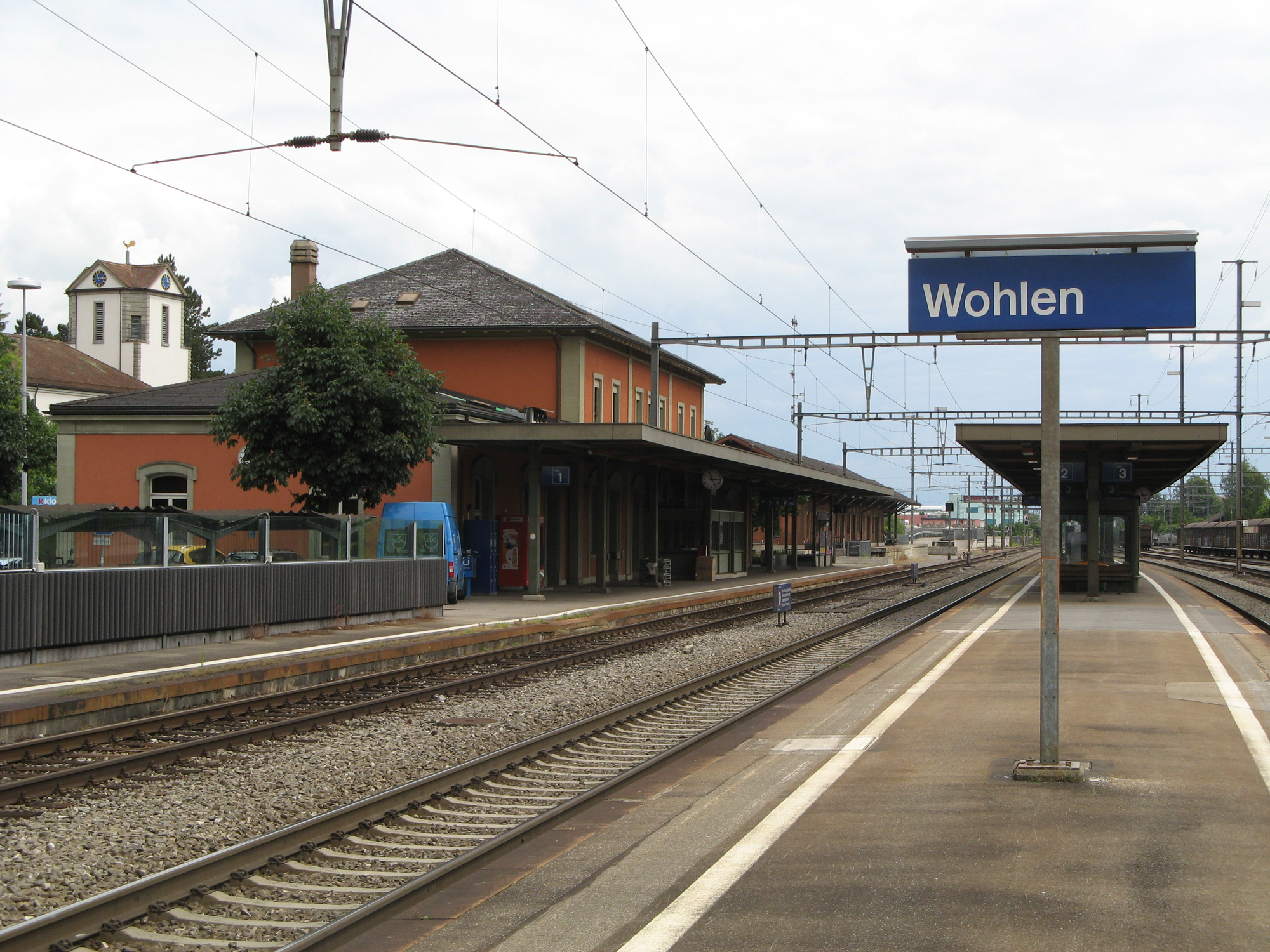
Bahnhof Wohlen

Knotenpunkt des öffentlichen Verkehrs ist der 1874 eröffnete Bahnhof Wohlen der Schweizerischen Bundesbahnen. Es verkehren halbstündlich Züge der Linie S26 der S-Bahn Aargau von Rotkreuz nach Aarau sowie stündlich Züge der Linie S25 von Muri nach Brugg. Darüber hinaus gibt es in der Abend- bzw. Morgenspitze einzelne Direktzüge von und nach Zürich. Der Bahnhofvorplatz ist der westliche Endpunkt der halbstündlich als S17 verkehrenden schmalspurigen Bremgarten-Dietikon-Bahn, die zusätzlich die Haltestelle Wohlen Oberdorf bedient.
Vom Bahnhof aus verbinden mehrere Postautolinien Wohlen mit den Nachbargemeinden. Sie führen nach Dottikon, Hägglingen, Mellingen, Muri und Uezwil. Die Gesellschaft Limmat Bus betreibt eine Buslinie nach Meisterschwanden, als Ersatz für die 1997 stillgelegte Wohlen-Meisterschwanden-Bahn. Seit 1990 besitzt Wohlen ein Ortsbusnetz (1993 definitive Einführung nach dreijährigem Probebetrieb). Es besteht aus sechs Linien, die für die Feinerschliessung sorgen und jährlich von rund 425'000 Fahrgästen genutzt werden. An Wochenenden wird Wohlen von Nachtbussen aus Richtung Lenzburg und Dietikon erschlossen. Das gesamte öffentliche Verkehrsnetz ist Teil des Tarifverbunds A-Welle.

### Versorgung
Die IB Wohlen AG (ibw) versorgt die Gemeinde mit Elektrizität, Erdgas und Trinkwasser. Das Unternehmen ist zu 100 % im Besitz der Einwohnergemeinde und entstand 1961 durch die Zusammenlegung und Verselbständigung der gemeindeeigenen Gas-, Elektrizitäts- und Wasserwerke.
1865 erhielt Wohlen zwölf Petroleumlampen geschenkt, die erstmals eine Strassenbeleuchtung ermöglichten. Als 1893 die Zürcher Escher Wyss AG an der Reuss das Kraftwerk Bremgarten-Zufikon errichtete, musste sie gemäss Konzession einen Teil der Produktion zu Vorzugspreisen im Aargau verkaufen. Wohlen sicherte sich diesen Anteil, überliess aber die Verteilung der «Electricitäts-Gesellschaft Wohlen», die 1894 in der ehemaligen Zehntenscheune ein Umspannwerk errichtete und die elektrische Strassenbeleuchtung installierte. 1906 kaufte die Gemeinde sämtliche Anteile an der Elektrizitätsgesellschaft. Anglikon erhielt 1915 ebenfalls Anschluss ans Elektrizitätsnetz.

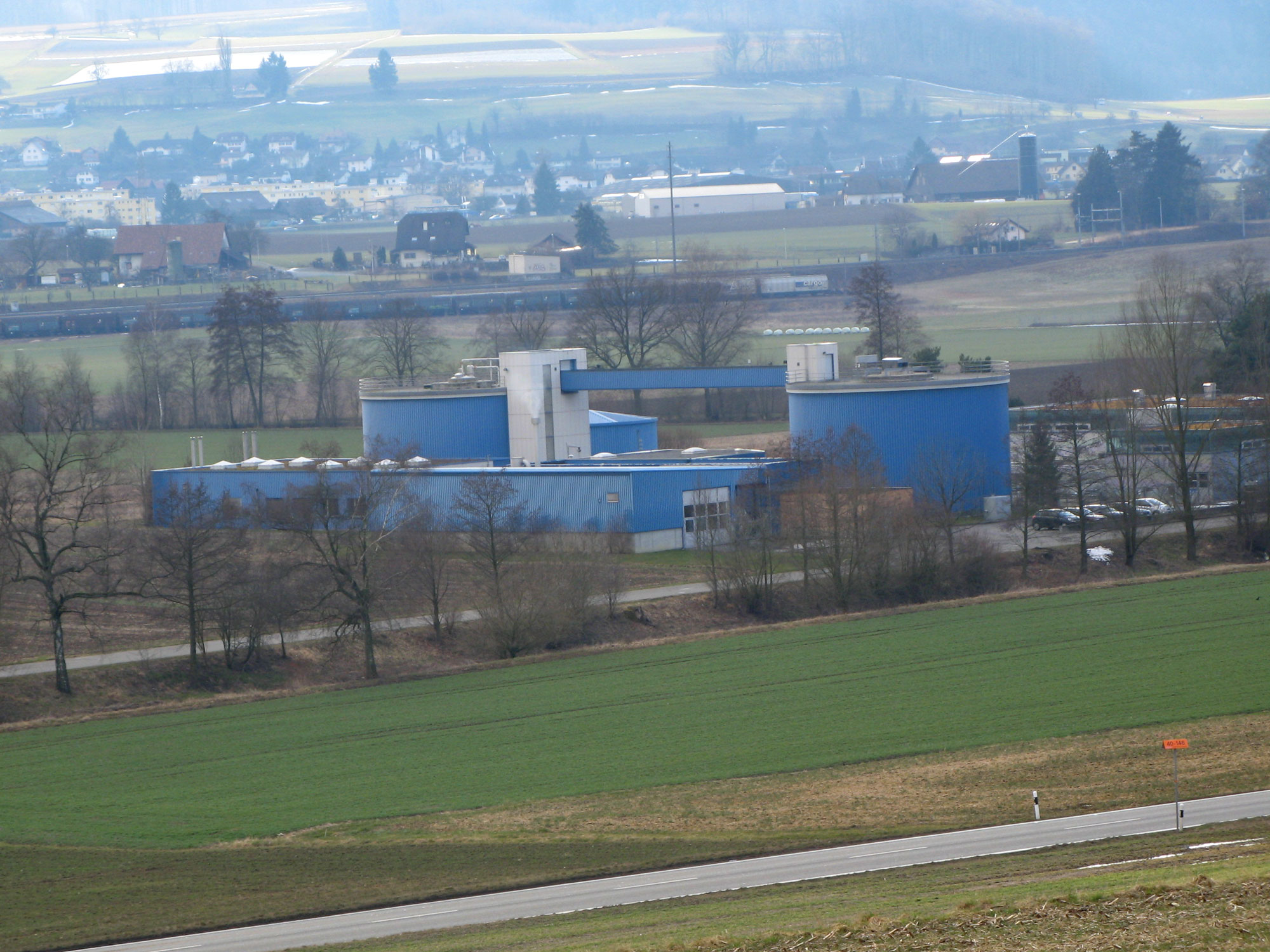
Abwasserreinigungsanlage

Problematisch war die geringe Kapazität der Trinkwasserquellen. Eine kurzfristige Entlastung brachte 1898 die Fassung von Quellen am Niesenberg oberhalb von Kallern. 1905 und 1916 kamen weitere Quellen in Büttikon hinzu, 1921 entstand die erste Grundwasserfassung in Waltenschwil. Doch auch diese genügten der steigenden Nachfrage bald nicht mehr. 1947 und 1949 blieben die höher gelegenen Quartiere im Sommer ohne Wasser. Schliesslich beteiligte sich Wohlen ab 1959 zusammen mit Lenzburg am Bau einer ergiebigen Grundwasserfassung in Niederlenz. Das Wasserproblem konnte 1961 mit der Fertigstellung einer zehn Kilometer langen Leitung durch das Bünztal endgültig gelöst werden. Anglikon verfügte seit 1899 über eine eigene Wasserversorgung, die erst 1964 mit jener Wohlens verbunden wurde. Wegen zu hohen Rückständen des Pflanzenschutzmittels Chlorthalonil wurde 2019 das Grundwasser-Pumpwerk Eichholz bis auf Weiteres geschlossen.
1913 wurde in Wohlen eines der letzten Steinkohle-Gaswerke der Schweiz eröffnet. Der Betrieb erfolgte zunächst durch das deutsche Unternehmen Aug. Klönne, das das Gaswerk auch errichtet hatte. 1920 übernahm die Gemeinde selbst den Betrieb. Drei Jahrzehnte später erwies sich die Produktion von Stadtgas als immer weniger rentabel. An ihre Stelle trat 1961 die erste Leichtbenzin-Spaltanlage des Landes. Mit dem Anschluss Wohlens an das Erdgasnetz des Gasverbundes Mittelland wurde das Gaswerk 1978 stillgelegt.
Zwar war 1903 die erste Kanalisation in Betrieb genommen und in der Folge schrittweise ausgebaut worden, doch die Abwässer flossen ungeklärt in die Bünz. Sie verwandelten den Fluss bereits Ende der 1930er Jahre in eine übelriechende Kloake und vernichteten den Fischbestand. Die Abwasserreinigungsanlage, ein Gemeinschaftswerk der Gemeinden Wohlen, Waltenschwil und Villmergen, wurde 1974 eröffnet, nachdem die Planungen mehrmals dem raschen Wachstum von Bevölkerung und Industrie angepasst werden mussten.

## Bildung

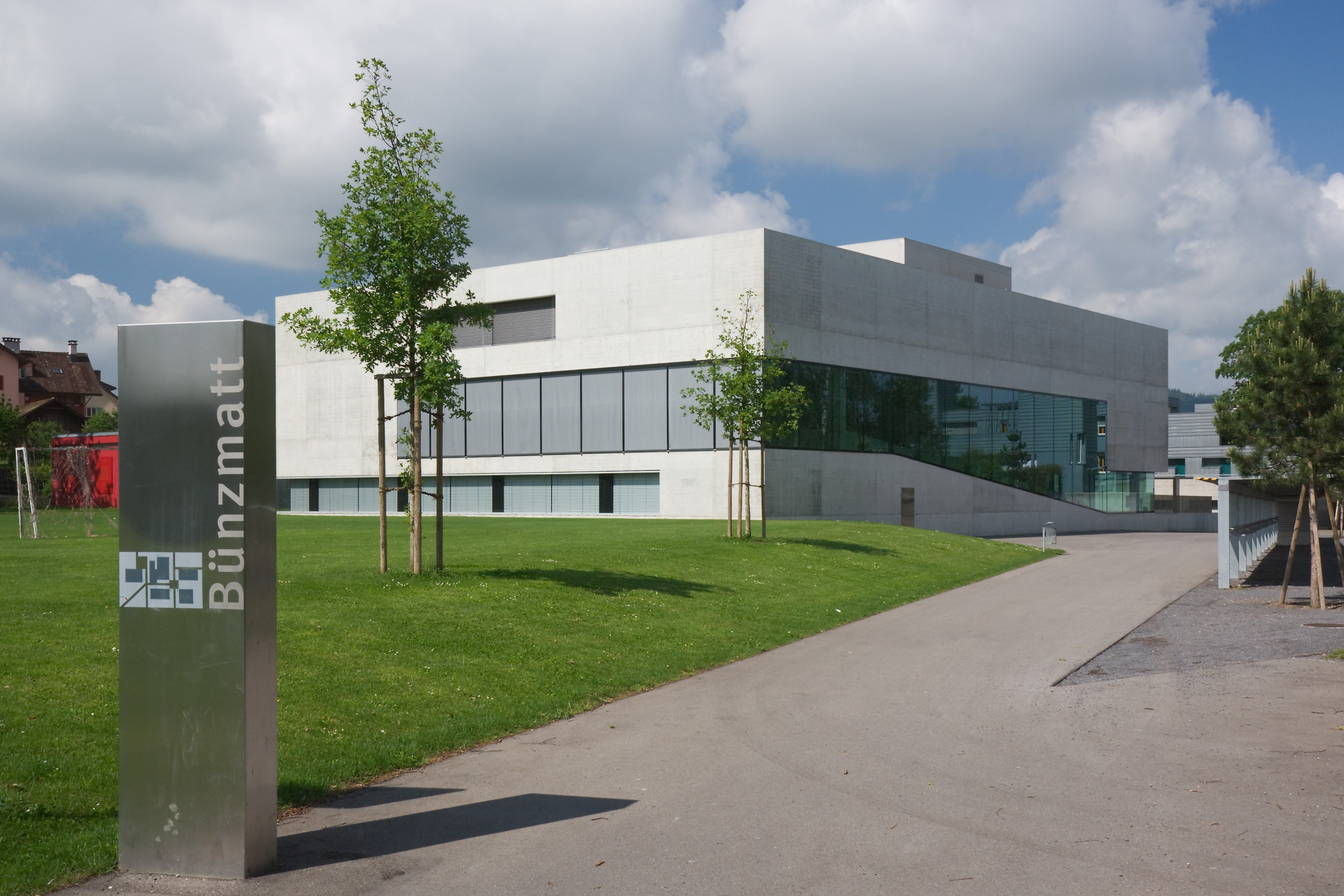
Schulzentrum Bünzmatt

Als Regionalzentrum des südöstlichen Aargaus besitzt Wohlen ein umfassendes Bildungsangebot, so dass es den meisten Wohler Kindern und Jugendlichen möglich ist, ihre gesamte Schulzeit hier zu absolvieren. Die vom Volk gewählte fünfköpfige Schulpflege trägt die Verantwortung für die ordentliche Erfüllung sämtlicher Aufgaben der Volksschule und ist primär auf strategischer Ebene tätig. Für operative Aufgaben setzt sie Schulleitungen ein, welche die pädagogische, personelle und administrative Leitung im Rahmen der ihr übertragenen Kompetenzen übernehmen.

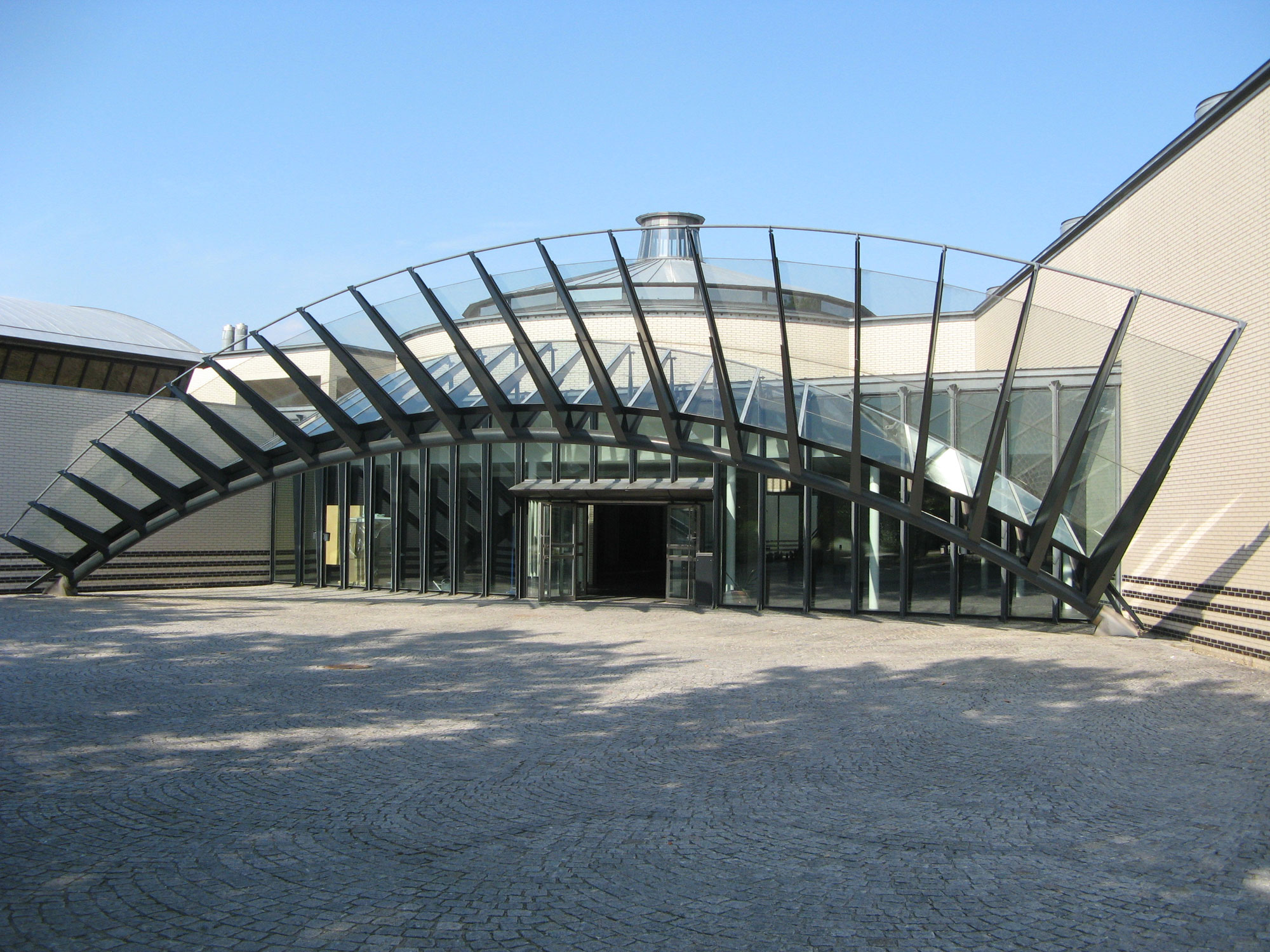
Kantonsschule Wohlen

In Wohlen gibt es zehn Kindergärten (darunter einen Sprachheilkindergarten) und drei Schulzentren (Halde, Bünzmatt und Junkholz), in Anglikon ein Schulhaus mit zusätzlicher Kindergartenabteilung. Es werden sämtliche Stufen der obligatorischen Volksschule unterrichtet, bestehend aus der Primarschule bis zum 6. Schuljahr sowie – je nach Leistungsvermögen – der Realschule, der Sekundarschule und der Bezirksschule bis zum 9. Schuljahr. Ausserdem werden eine Heilpädagogische Sonderschule und eine Musikschule geführt. Mit 2300 Schülern und 350 Lehrpersonen ist Wohlen die zahlenmässig grösste Schulgemeinde des Kantons. In die Zuständigkeit der Kantonsbehörden fällt das Berufsbildungszentrum Freiamt, Standort der gewerblichen und kaufmännischen Berufsschule mit über 800 Schülern, in der eine Berufsmaturitätsschule integriert ist. Die Kantonsschule Wohlen ist eine weiterführende Kantonsschule (Gymnasium), deren Abschluss (Matura) zum Universitätsstudium berechtigt.
Bis zum frühen 19. Jahrhundert wurde der Schulunterricht ausschliesslich in Privathäusern abgehalten. 1810 musste die Gemeinde auf Druck der Kantonsbehörden das erste Schulhaus errichten. Verschiedene Personen, die mit dem mangelhaften Bildungsangebot unzufrieden waren (insbesondere Vertreter der Strohgeflechtindustrie), gründeten 1835 auf eigene Kosten die Bezirksschule. Aufgrund finanzieller Probleme der Initianten und geringer Subventionen musste sie 1841 den Betrieb wieder einstellen. Erst 1854, nach dem Bau des Schulhauses Halde und finanziellen Zusicherungen des Kantons, konnte die Bezirksschule auf eine dauerhafte Grundlage gestellt werden. Mit Ausnahme der Primarschule Anglikon (1914) und Erweiterungen des Haldenschulhauses kamen über ein Jahrhundert lang keine neuen Schulgebäude hinzu. Die Berufsschule wurde 1957 erbaut und 1970 erweitert. Es folgten die Schulanlagen Bünzmatt (1966/71, Architekt Dolf Schnebli) und Junkholz (1973/74). Das 1966 erbaute Seminar diente zunächst der Ausbildung von Lehrern und erhielt zehn Jahre später den Status einer Kantonsschule; 1984/88 wurde diese um einen mehrfach grösseren Erweiterungsbau ergänzt.

## Kultur
Die Villa Isler beherbergt seit 2013 das Schweizer Strohmuseum, das sich mit der Entwicklung, der Blüte und dem Niedergang der aargauischen Strohgeflechtindustrie befasst. Neben zahlreichen Erzeugnissen wie Garnituren und Hüten werden auch Werkzeuge, Maschinen und Halbfabrikate präsentiert. Die Sammlung befand sich zuvor seit 1976 unter der Bezeichnung «Freiämter Strohmuseum» in einem aus dem späten 19. Jahrhundert stammenden ehemaligen Bankgebäude am Kirchenplatz. In diesem ist heute noch die Gemeindebibliothek untergebracht.
Kulturelle Veranstaltungen wie Theatervorführungen und Konzerte werden in der Regel im Sternensaal, im Chappelehof-Saal und im Casino durchgeführt. Das Kanti-Forum ist eine unabhängige kulturelle Institution mit Sitz an der Kantonsschule, das sich an ein Publikum mit gehobenen Ansprüchen richtet. Der Circolo ACLI (Associazioni Cristiane Lavoratori Internazionali) setzt sich mit kulturellen und sozialen Projekten für den Dialog mit der grossen italienischsprachigen Minderheit ein. Darüber hinaus gibt es in Wohlen ein Kino; neben den üblichen aktuellen Filmen zeigt es in Zusammenarbeit mit dem Filmklub Wohlen mehrmals jährlich wenig bekannte Autorenfilme.

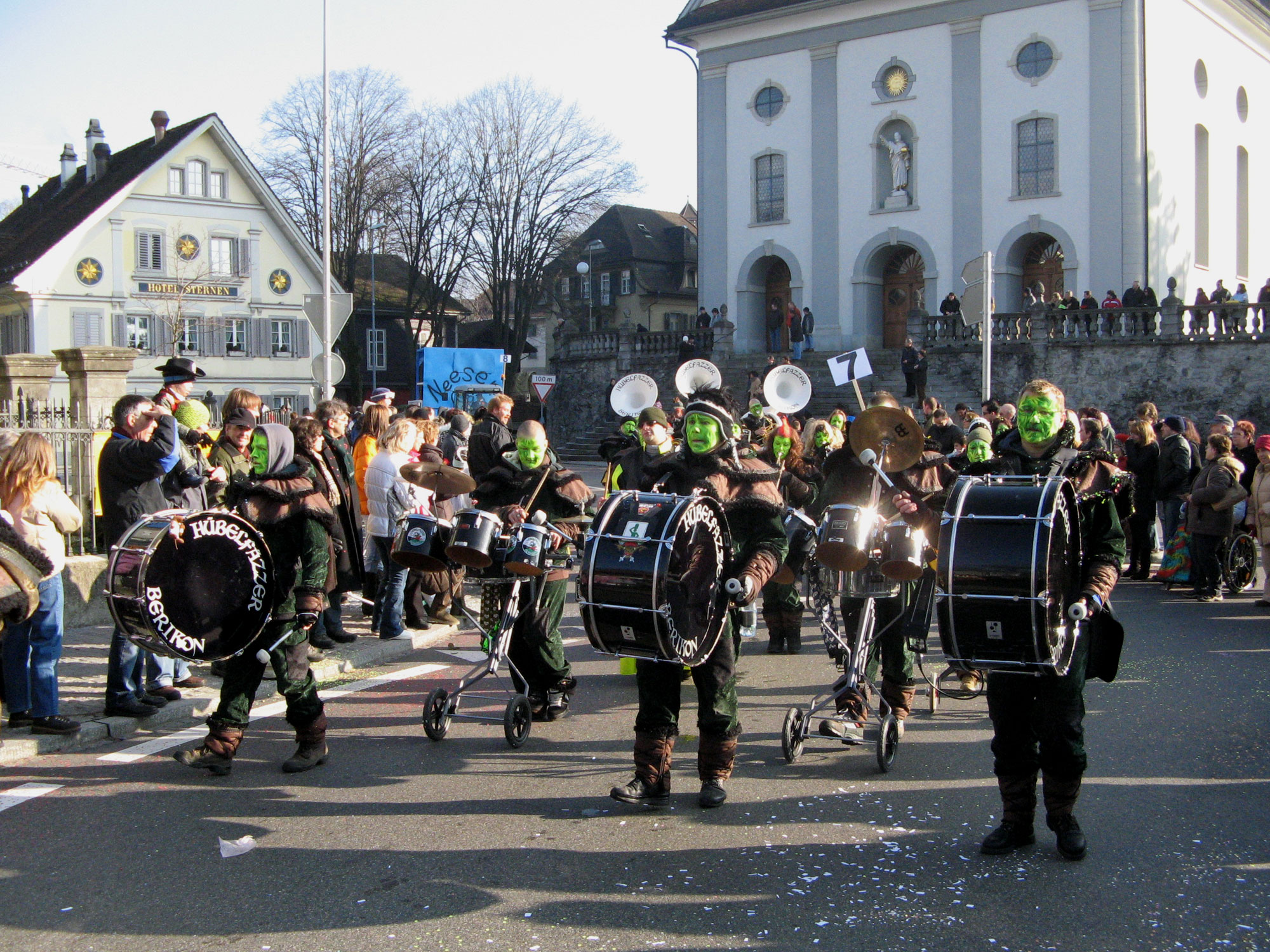
Fasnachtsumzug

Der Circus Monti ist ein in der ganzen Schweiz bekannter Zirkus, der in Wohlen gegründet wurde und hier sein Winterquartier hat. Seit 2001 finden in unregelmässigen Abständen auf einem Feld östlich des Dorfes Openair-Festivals statt. Zu den hier auftretenden Interpreten gehörten unter anderem a-ha, Krokus, Melanie C, Status Quo und Toto. Während zu Beginn unter der Bezeichnung «Soundarena» der Schwerpunkt auf Rock- und Popmusik lag, folgte 2011 eine Konzeptänderung: Seither wird das Gelände vom Festival Touch the Air genutzt, das auf Hip-Hop, RnB und Electro spezialisiert ist.
Wie in den übrigen katholischen Gebieten des Aargaus hat auch in Wohlen die Fasnacht eine jahrhundertealte Tradition, die wesentlich von der Luzerner Fasnacht geprägt wird. Höhepunkt der Fasnacht ist neben zahlreichen Maskenbällen der alle zwei Jahre stattfindende Umzug am Sonntag zwischen Schmutzigem Donnerstag und Aschermittwoch. Ein seit 1941 bestehender Brauch ist der «Chlausauszug» am zweiten Adventssonntag, der von der Jungwacht und der katholischen Kirchgemeinde organisiert wird. Die Samichläuse (Nikoläuse) treten am frühen Abend aus der Pfarrkirche und beschenken zusammen mit den Schmutzli die zahlreichen anwesenden Kinder und Erwachsenen. Anschliessend besuchen sie während drei Tagen gegen 200 Familien in Wohlen und Anglikon. Ebenfalls gepflegt wird im November der Brauch des Räbeliechtli.

## Sport

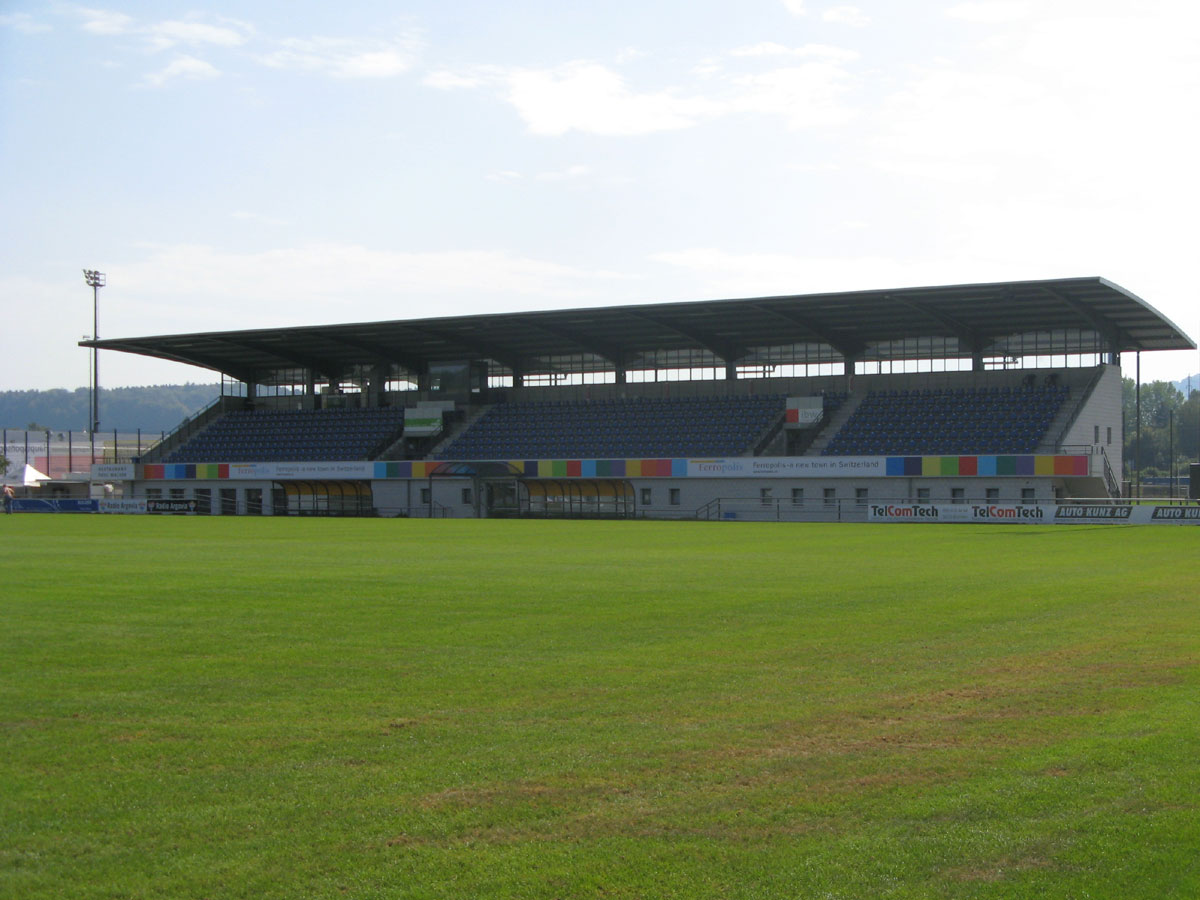
Stadion Niedermatten

Die Wohler Sportanlagen sind überwiegend in den Niedermatten konzentriert. 2004 wurde dort das grösste Sportzentrum des Kantons eröffnet, bestehend aus dem Stadion Niedermatten, zwei Fussball-Trainingsplätzen, einem Leichtathletikstadion mit 400-Meter-Rundbahn, einem Inlinehockeyplatz, einer Finnenbahn und neun Tennisplätzen. Das benachbarte Schwimmbad mit drei Schwimmbecken in einer parkartigen Landschaft wurde 1965 eröffnet, die Kunsteisbahn besteht seit 1976. In unmittelbarer Nachbarschaft befinden sich auch eine Minigolf- und eine Pétanque-Anlage, eine Reithalle sowie eine Halle für Tennis und Squash. An anderen Standorten gibt es darüber hinaus mehrere Turn- und Sporthallen sowie einen Vitaparcours.
Der weitaus bekannteste Sportverein ist der FC Wohlen, der von 2002 bis 2018 in der Challenge League, der zweithöchsten Fussball-Spielklasse der Schweiz, spielte und seine Heimspiele im Stadion Niedermatten austrägt. Das Männerteam des Squashclubs SC Wohlen wurde in der Saison 2007/08 erstmals Schweizer Meister und wiederholte diesen Erfolg in den zwei darauf folgenden Saisons. Der HC Wohlen Freiamt spielt Eishockey in der 3. Amateurliga der Männer. Die Frauen des TV Wohlen sind in der Handball-Nationalliga B vertreten, die Männer in der 1. Liga (zweit- bzw. dritthöchste Spielklasse).
Seit 1967 findet jährlich am Pfingstsamstag der Pfingstlauf statt, eine international besetzte Laufsportveranstaltung mit durchschnittlich 1'000 Teilnehmern. Zwei bekannte Sportinstitutionen tragen die Bezeichnung Wohlen im Namen, ohne jedoch in der Gemeinde angesiedelt zu sein. Es handelt sich einerseits um den Motorsport-Club Wohlen, der in Hilfikon jährlich nationale und internationale Motorradsport-Geländerennen durchführt, andererseits um die Kartbahn Wohlen in Waltenschwil.

## Persönlichkeiten
- Anton Bruggisser (1835–1905), Politiker
- Johann Peter Bruggisser (1806–1870), Nationalrat und Richter
- Kaspar Leonz Bruggisser (1807–1848), Jurist und Politiker
- Philippe Bruggisser (* 1948), Manager
- Rocco Cipriano (* 1968), Kickboxer
- Albert Dubler (1857–1903), Pathologe
- Bernhardt Edskes (1940–2022), niederländisch-schweizerischer Organist und Orgelbauer
- Roland von Flüe (* 1961), Jazzmusiker
- Gertrud Heinzelmann (1914–1999), katholische Theologin
- Hermann Huber (1863–1915), Regierungsrat
- Peter J. Huber (* 1934), Statistiker
- Andy Hug (1964–2000), Kickboxer
- Jacob Isler (1758–1837), Pionier der Strohgeflechtindustrie
- Jakob Isler (1809–1862), Nationalrat, Ständerat, Industrieller
- Peter Emil Isler (1851–1936), Ständerat, Nationalrat, Mitbegründer der Kantonalbank
- Luca Iodice (* 1978), Fussballspieler und -trainer
- Viktor Kortschnoi (1931–2016), Schachspieler
- Albert Kuhn (1839–1929), Kunsthistoriker
- Georges Meyer-Darcis (1860–1913), Unternehmer, Botaniker und Entomologe
- Hugo Müller (1883–1961), Bergsteiger und Autor
- Linda Nartey (* 1968), Ärztin und Bundesbeamte
- Stefan M. Schmid (* 1943), Geologe
- Seven (* 1978), Sänger und Musiker
- Ciriaco Sforza (* 1970), Fussballer
- Walter Thurnherr (* 1963), Bundeskanzler (wuchs in Wohlen auf)
- Ernst Walser (1878–1929), Romanist
- Agnes Weber (* 1951), Politikerin, Nationalrätin
- Leonhard Weber (1883–1968), Kristallograph, Mineraloge und Hochschullehrer
- Peach Weber (* 1952), Kabarettist, Komiker